# Cuisine japonaise
La cuisine japonaise peut être définie strictement comme la cuisine traditionnelle du Japon, appelée en japonais Nihon ryōri (日本料理) ou washoku (和食) précédant l'ère Meiji, par opposition à la cuisine yōshoku (洋食, litt. « cuisine de l'Ouest ») répandue au Japon qui tire ses origines de l'importation et l'adaptation de plats occidentaux à la suite de l'abrogation du sakoku (isolement relatif du pays) par l'empereur Meiji. Elle est constituée de poissons, de riz ou de nouilles, de légumes et d'algues, généralement assaisonnés avec des condiments locaux.
La saveur umami (うまみ) est présente dans de nombreux plats ; la viande est en général absente de la cuisine traditionnelle. Il est fréquent de manger en accompagnement lors d'un repas une petite soupe ainsi que des légumes macérés appelés つけ物 (tsukemono), le tout en utilisant des baguettes. Les plats les plus typiques sont les sushis et les sashimis, les nouilles udon et soba, les plats à la sauce teriyaki, ainsi que le tōfu et le nattō. Les Japonais ont aussi importé des recettes qui ont été adaptées et sont ensuite devenues des classiques comme les fritures tempura, le katsudon, le riz au curry ou les rāmen. Il existe également des boissons (thé, alcool de riz) et des pâtisseries saisonnières (wagashi) typiquement japonaises. On trouve de nombreux ustensiles spécifiques à cette cuisine, notamment des couteaux, l'art de la coupe étant très développé au Japon.

## Histoire

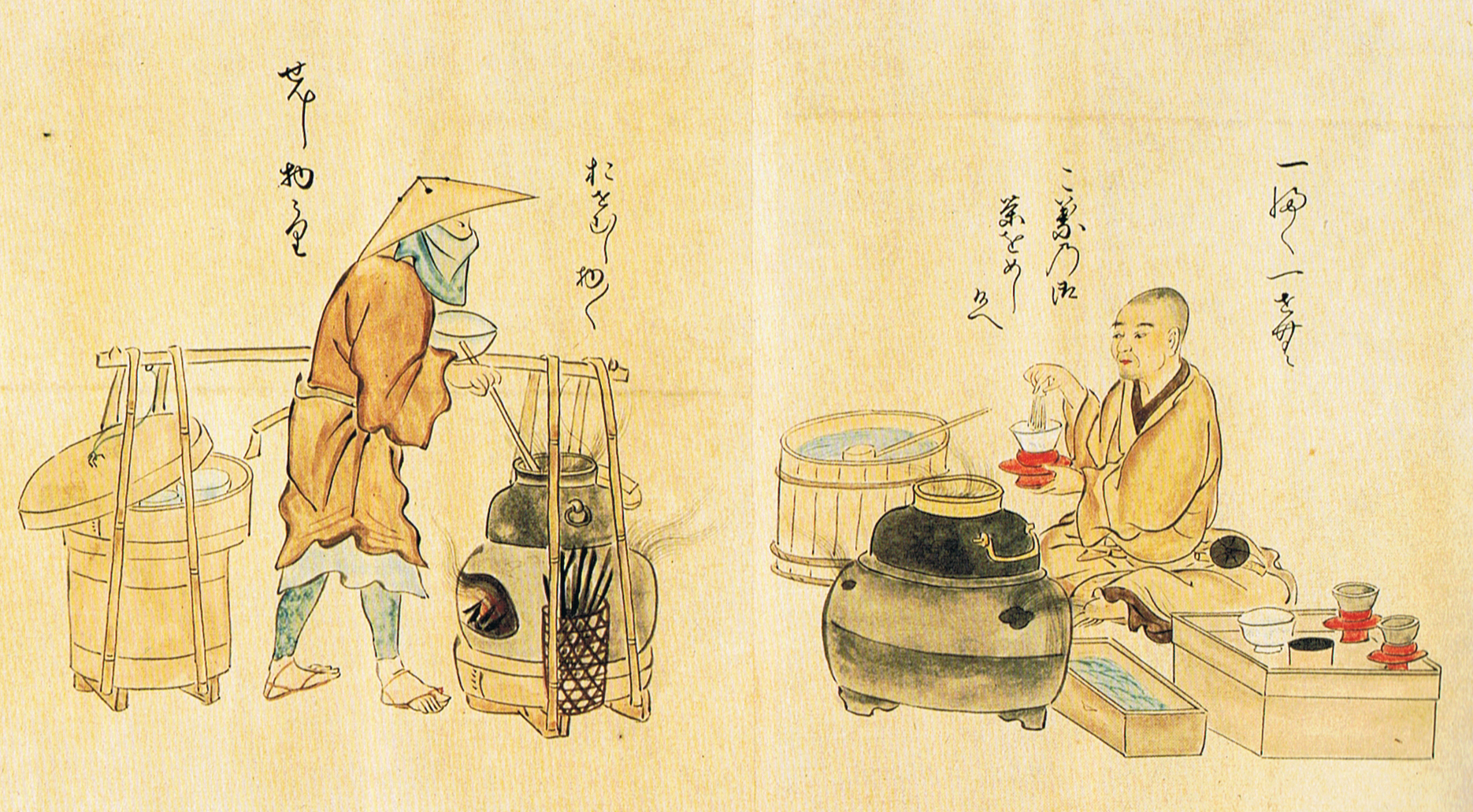
Des artisans de l'époque Muromachi préparant un thé.

De par la nature même de l'archipel japonais, composé de nombreuses îles et s'étendant sur plus de 3 500 kilomètres, la cuisine japonaise est avant tout une cuisine de région (voire locale) où certains principes majeurs se déclinent au gré des goûts et des ingrédients locaux à disposition. Il en résulte une très grande diversité de plats ; cependant, ces cuisines ont été progressivement marquées à la fois par des évolutions communes du mode de consommation dans tout le pays et par des innovations étrangères (nouveaux ingrédients, nouvelles techniques culinaires) rapidement acceptées, diffusées et adaptées partout dans le pays.
Tirant ses origines des traditions des peuples de chasseurs-cueilleurs de la Préhistoire, la cuisine japonaise se nourrit pendant près de 2 000 ans d'influences chinoises et coréennes. Entre l'époque de Nara (710-794) et l'époque Edo (1603-1868), la cuisine traditionnelle washoku (和食) se construit lentement. Elle est influencée pendant longtemps par les pratiques bouddhiques végétariennes, la consommation de viande étant prohibée pendant plusieurs siècles, ainsi que par l'apport chinois des nouilles ou de la sauce soja. Les techniques comme la fermentation (base de nombreux plats japonais) ou encore l'art de la coupe, se complexifient ; les repas sont alors codifiés et donnent naissance à une grande cuisine japonaise actuelle, le kaiseki. La prospérité économique et le développement font de l'époque Edo l'apogée de la cuisine traditionnelle.
Durant l'époque Meiji (1868-1912), l'abrogation du sakoku par l'empereur Meiji entraîne l'apparition de plats d'origines occidentales ou yōshoku (洋食, cuisine de l'Ouest), chinoises ou coréennes. Parmi les réformes, l'empereur lève l'interdiction de consommer de la viande rouge, et promeut la cuisine de l'Occident, qui était perçue comme la cause de la grande taille des Occidentaux. L'adaptation de ces plats aux goûts et ingrédients locaux donne naissance à de nouvelles recettes propres au Japon.
Dans les années 1950, le Japon lance une grande réforme de ses pratiques alimentaires dans le but d’occidentaliser la manière dont les Japonais se nourrissent. Promue par l’État et le secteur privé, elle visait à passer du modèle traditionnel basé sur le riz, les tubercules, et le soja, à une alimentation à l’occidentale plus riche en matières grasses et en protéines avec de la viande, des produits laitiers, des œufs, et des céréales autres que le riz. L’accord relatif aux produits agricoles excédentaires de 1955 entre le Japon et les États-Unis est une des raisons de cette réforme : les États-Unis auraient eu pour but de faire adopter par les Japonais des pratiques alimentaires bénéfiques à leur politique agricole.

## Menu typique

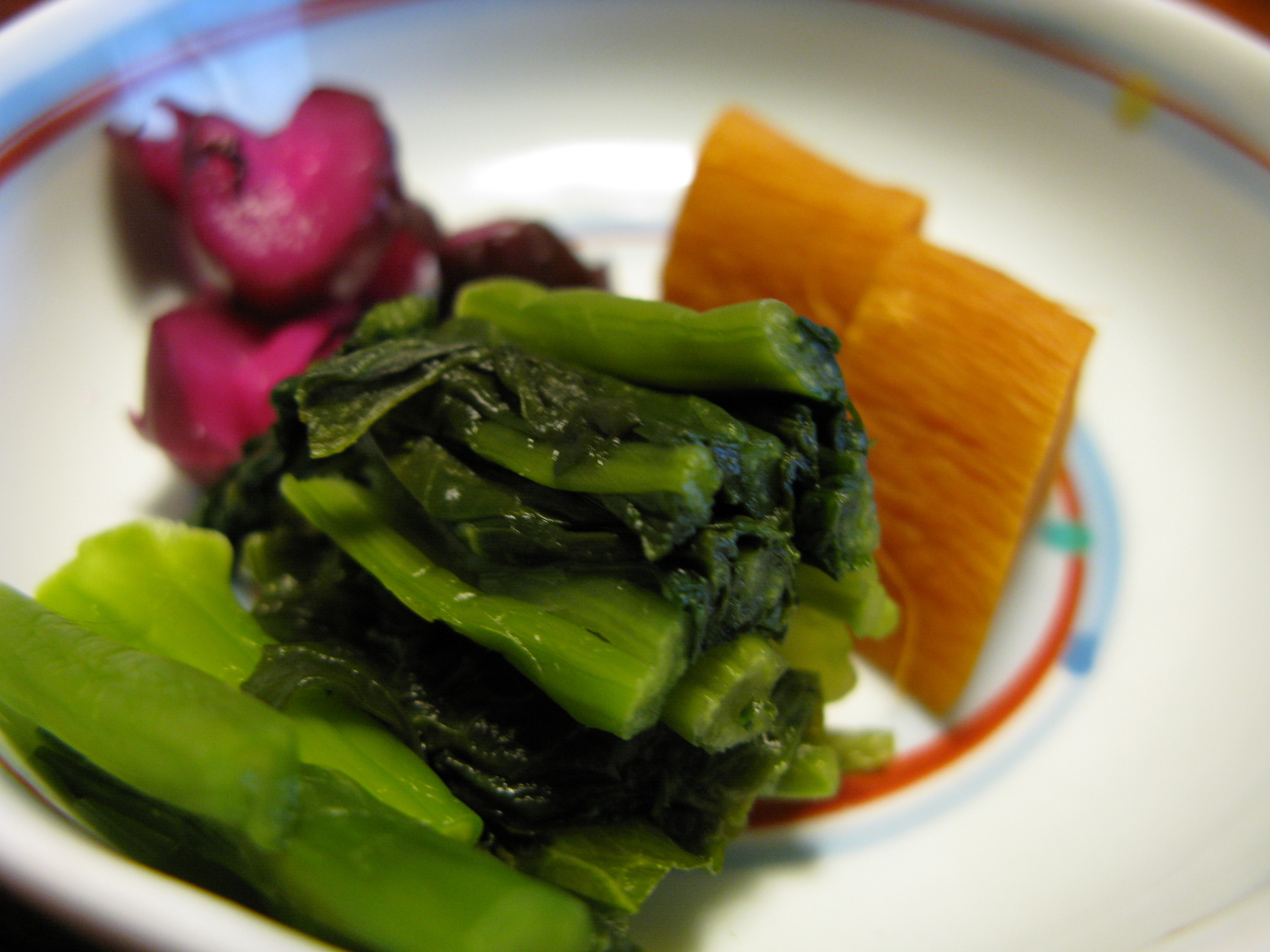
Tsukemono

Au Japon, la consommation de nourriture est organisée autour de 3 repas principaux :
- le petit déjeuner qui peut être traditionnel ou occidental ;
- le repas de midi, qui est souvent dégusté rapidement sur les lieux de travail et l'école et parfois à des horaires décalés, et est très souvent constitué de repas préparés à l'avance à la maison et emportés dans des sortes de gamelles japonaises appelées bentō ;
- le repas du soir, qui est souvent plus respectueux de la tradition. Il est aussi habituel de manger le soir dans de petits restaurants ou bars comme les izakaya, ou encore dans des yatai.

Le menu de base partagé en famille suit la règle de l’ichijū sansai (一汁三菜, littéralement « une soupe, trois assiettes »), soit du riz, une soupe et trois accompagnements, ou plus simplement de l’ichijū issai (一汁一菜), avec, dans ce cas, un seul accompagnement,,. Le riz (gohan) est tellement lié à la notion d'aliment de base, que par extension il désigne aussi le repas. Les repas au restaurant ou pris sur le pouce peuvent être constitués d'un seul plat : soupe de ramen, de udon, plats de gyoza (raviolis chinois fortement aillés), yakisoba (nouilles grillées), nabe (aliments saisis à table dans une marmite de bouillon). Il existe de plus de nombreuses spécialités plus ou moins locales, certaines s'étant répandues dans l'ensemble du Japon, comme l’okonomiyaki, originaire d'Ōsaka et de Hiroshima, ou les takoyaki d'Ōsaka.

## Cuisine traditionnelle

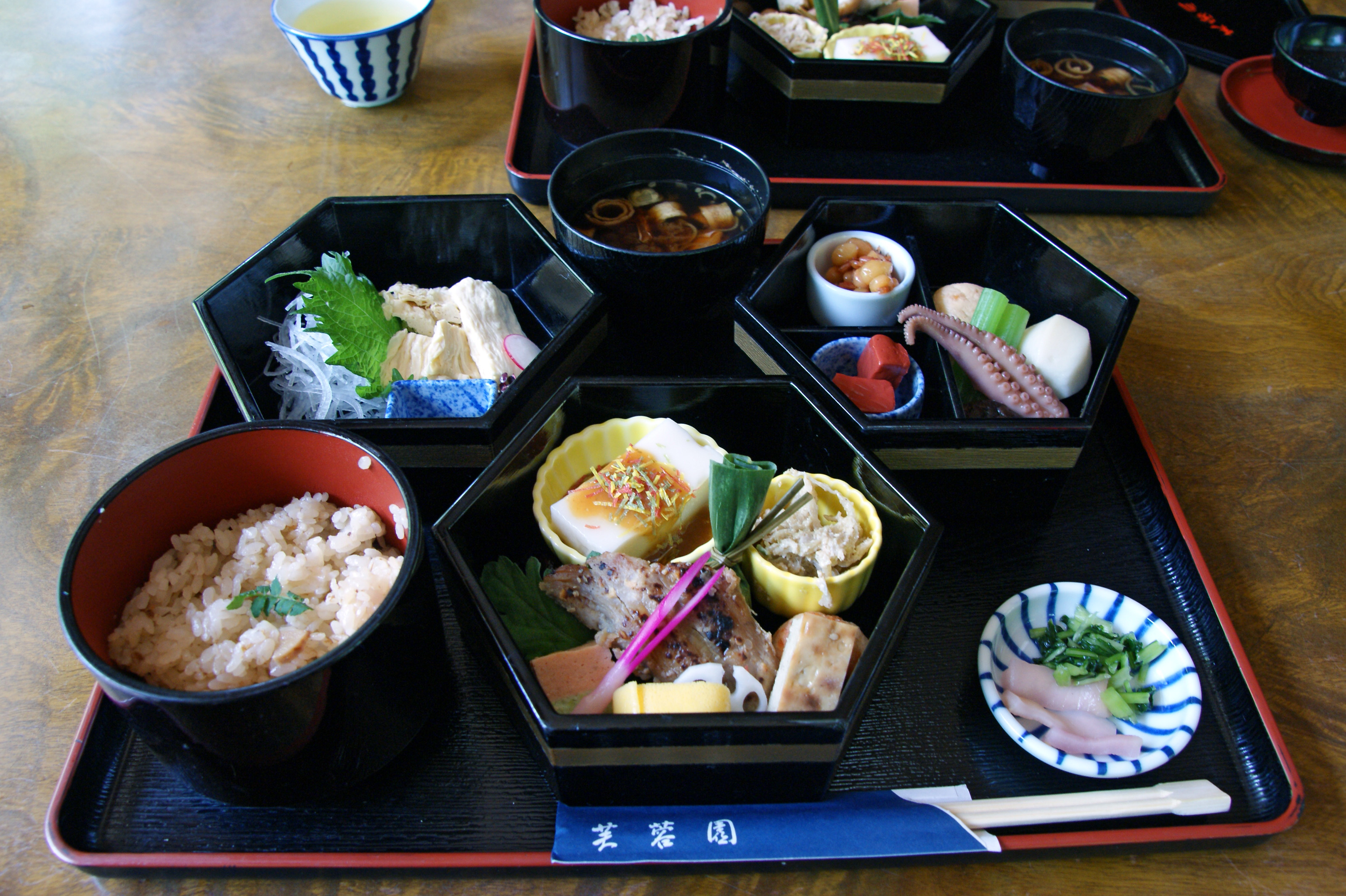
Cuisine kaiseki

En dehors des menus du quotidien des familles japonaises consommés de nos jours, il existe différents types de cuisine traditionnelle raffinée, hérités des traditions des daimyo, des samouraïs ou de la cour impériale. Ces différentes cuisines constituent la grande cuisine japonaise. On peut citer chronologiquement :
- la cuisine yūsoku (有職料理, yūsoku ryōri?) est la cuisine de fête de la noblesse. Elle date de l'époque de Heian (794-1185)[9], et se pratique encore dans la région de Kyoto.
- la cuisine honzen (本膳料理, honzen ryōri?) est celle des samouraïs. Née à l'époque de Muromachi (1336-1573)[10],[11], elle est considérée comme étant la cuisine japonaise formelle à l'époque d'Edo (1600-1868), mais décline à partir de l'époque de Meiji (1868-1912). On la retrouve aujourd'hui sous une forme dérivée dans la région de Kōchi sur l'île de Shikoku, appelée cuisine sawachi (皿鉢料理, sawachi ryōri?)[12].
- la cuisine kaiseki (会席料理, kaiseki ryōri?) est celle des marchands et des artistes. Son origine se confond avec celle de son homonyme kaiseki ryōri (懐石料理?), cuisine de la cérémonie du thé[13]. C'est la grande cuisine japonaise la plus répandue de nos jours[14].

La plupart de ces cuisines suivaient le principe ichijū sansai jusqu'à l'époque d'Edo, mais sont aujourd'hui composées de plus d'une dizaine de plats. Il existe également une cuisine bouddhiste végétarienne d'origine zen appelée cuisine shōjin (精進料理, shōjin ryōri), introduite de Chine au XIIIe siècle, issue du végétarisme bouddhique.
Il existe aussi une multitude de cuisines locales, la plus célèbre étant la cuisine d'Okinawa. De nombreuses spécialités locales existent : on en trouve traces dans les chinmi (goûts rares japonais), qui sont souvent constitués de poissons ou de fruits de mer pêchés localement et préparés suivant diverses recettes locales.
De plus, de nombreux plats, pâtisseries ou boissons sont liés à des fêtes japonaises. Il existe des traditions autour du Nouvel An, comme le zoni, une soupe dégustée lors du passage à la nouvelle année, les o-sechi (お節), des plats traditionnels préparés à l'avance que l'on mange après le Nouvel An, ou encore une tradition consistant à manger du poulet aux alentours de Noël.
D'autres spécialités sont plus liées à des rituels, comme le nanakusa-gayu (七草粥), un kayu aux sept herbes mangé lors de nanakusa-no-sekku une fête ayant lieu en début d'année, les ehōmaki (恵方巻), de longs maki qui doivent être mangés en un seul morceau lors de Setsubun, aussi appelée « Fête des haricots », une fête de célébration du printemps, ou encore les kagami mochi (鏡餅), mochi dégustés lors de Kagami biraki (une fête autour du saké).
Il existe aussi des boissons qui sont bues dans des occasions particulières, comme l’amazake, un alcool de riz bu lors de Hina Matsuri, ou encore l’amacha, thé bu lors de Hana matsuri. Enfin, il existe des sucreries et pâtisseries que les enfants dégustent lors de fêtes qui leur sont dédiées, comme les kashiwa-mochi (柏餠) et chimaki (粽), pâtisseries de tango-no-sekku, dégustés lors de la Fête des garçons ou la chitose ame (千歳飴), littéralement « sucrerie de mille ans », savourée lors de Shichi-go-san.

## Techniques de cuisine

### Techniques de cuisine japonaise

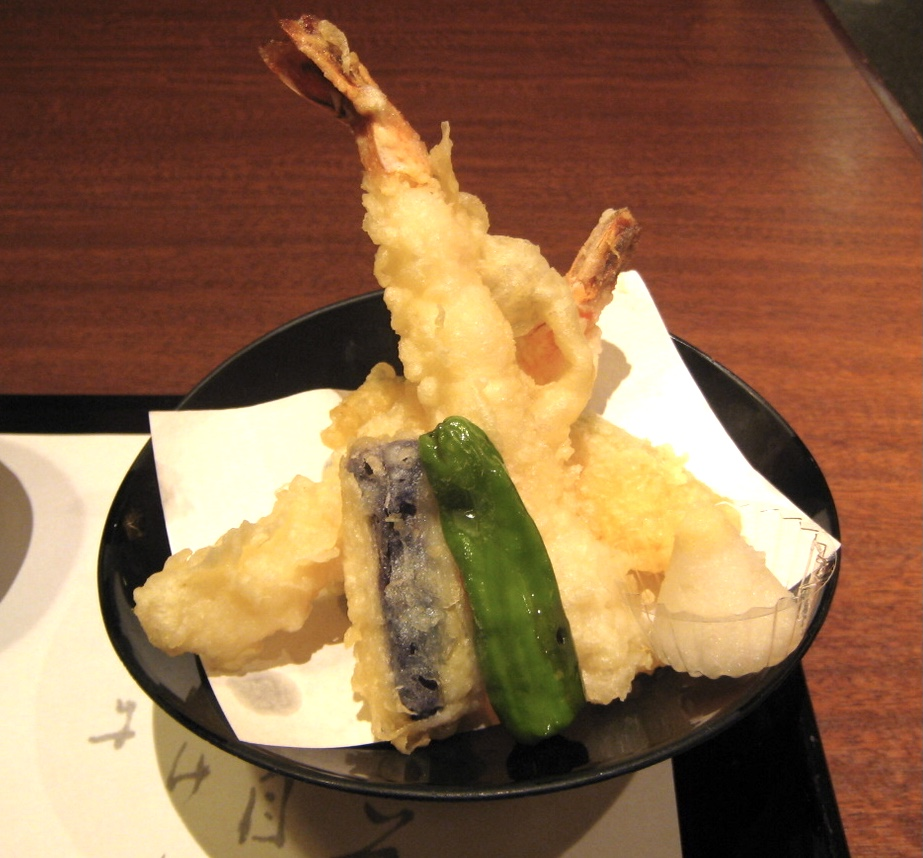
Tempura, légumes et fruits de mer frits

Les plats de la cuisine japonaise peuvent pour la plupart être catégorisés suivant la façon dont les ingrédients sont cuisinés. Cette classification prend toute son importance lorsque l'on déguste un repas suivant un type de cuisine particulier (kaiseki-ryōri, cha-kaiseki, shōjin-ryōri ou honzen-ryōri pour citer les plus connus). Dans ces repas, chaque plat doit apparaître dans un ordre précis, voire dans une position précise sur les plateaux sur lesquels ces repas sont dressés. Les ingrédients sont alors souvent laissés à la discrétion du chef (et sont souvent dictés par la saison), mais le type de technique de cuisine à employer pour les préparer est imposé. Les noms des plats contiennent souvent le nom de la technique utilisée (par exemple yaki pour yakitori) ; lorsque l'on parle des plats, le suffixe mono est accolé au nom de la technique. Parmi les techniques les plus souvent utilisées, on peut citer :
- les plats grillés ou sautés à la poêle appelés yakimono (焼き物?), dont les yakitori sont l'exemple le plus célèbre ;
- les agemono (揚げ物?) dont font partie les tempura ;
- les plats crus comme le sashimi et les soupes et bouillons suimono (吸い物?) et shirumono (汁物?), dont la traditionnelle soupe miso ;
- les tsukemono qui accompagnent très souvent le menu traditionnel, qui sont des plats saumurés ou en salaison.

L'umami (うまみ), se traduisant généralement par « savoureux »,,,,, est un goût omniprésent de la cuisine japonaise. Les plats mijotés ou nimono (煮物), les soupes et les plats en marmite nabemono (鍋物) reposent souvent sur des bouillons à base de sauce soja, tout comme l'assaisonnement des plats. L'utilisation de cette sauce riche en umami ainsi que l'utilisation des divers ingrédients forts en umami (poisson, crustacés, champignons, chou chinois) donnent cette saveur particulière à un grand nombre de plats.

### L'art de la coupe

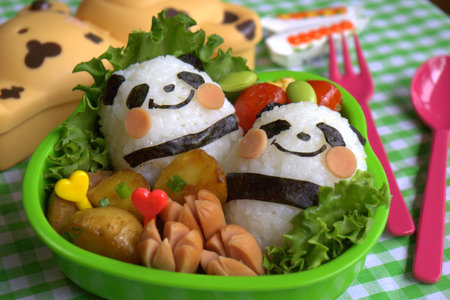
Kyaraben panda

Dans la cuisine japonaise, les aliments devant être découpés pour être saisis avec des baguettes, la coupe est d'une importance capitale. Les légumes découpés artisanalement sont la marque d'une nourriture de qualité et du respect que l'on offre aux invités ; les coupes à la râpe sont considérées comme bâclées et réservées à la restauration rapide. Autour de la coupe, il existe une longue tradition de coutellerie japonaise. Les couteaux sont spécialisés par aliments et par style de coupes.
Il existe de nombreuses formes de coupes (切る), parmi lesquelles : arare-giri (霰切り), en dés, hangetsu-giri (半月切り), en demi-lunes, sainome-giri (賽の目切り), en dés, sasagaki (笹搔き), en copeaux, sen-giri (繊切り/千切り), en lanières, tanzaku-giri (短冊切り), en baguettes, wa-giri (輪切り), en rondelles, ou encore hyōshigi (拍子木) ou hyōshi-giri (拍子切り), en lamelles, qui donne des morceaux rectangulaires et épais et est réservée aux légumes.
On trouve également des découpes de décoration appelées kazari-giri (飾り切り), telle que hanagata-giri (花形切り) : en forme de fleurs. Ces découpes sont notamment utilisées par les mères japonaises pour agrémenter les bentō des enfants de personnages appelés alors charaben (キャラ弁, kyaraben), diminutif de « character bentō ».
Une autre tradition connexe est le mukimono (剥き物), l'art traditionnel de la sculpture sur fruits. Il consiste à graver des images traditionnelles dans la peau des fruits ou de certains légumes, ou encore à sculpter dans des légumes (comme le daikon, la carotte ou l'aubergine) des formes décoratives comme des fleurs ou des éventails.

## La cuisine japonaise dans le monde

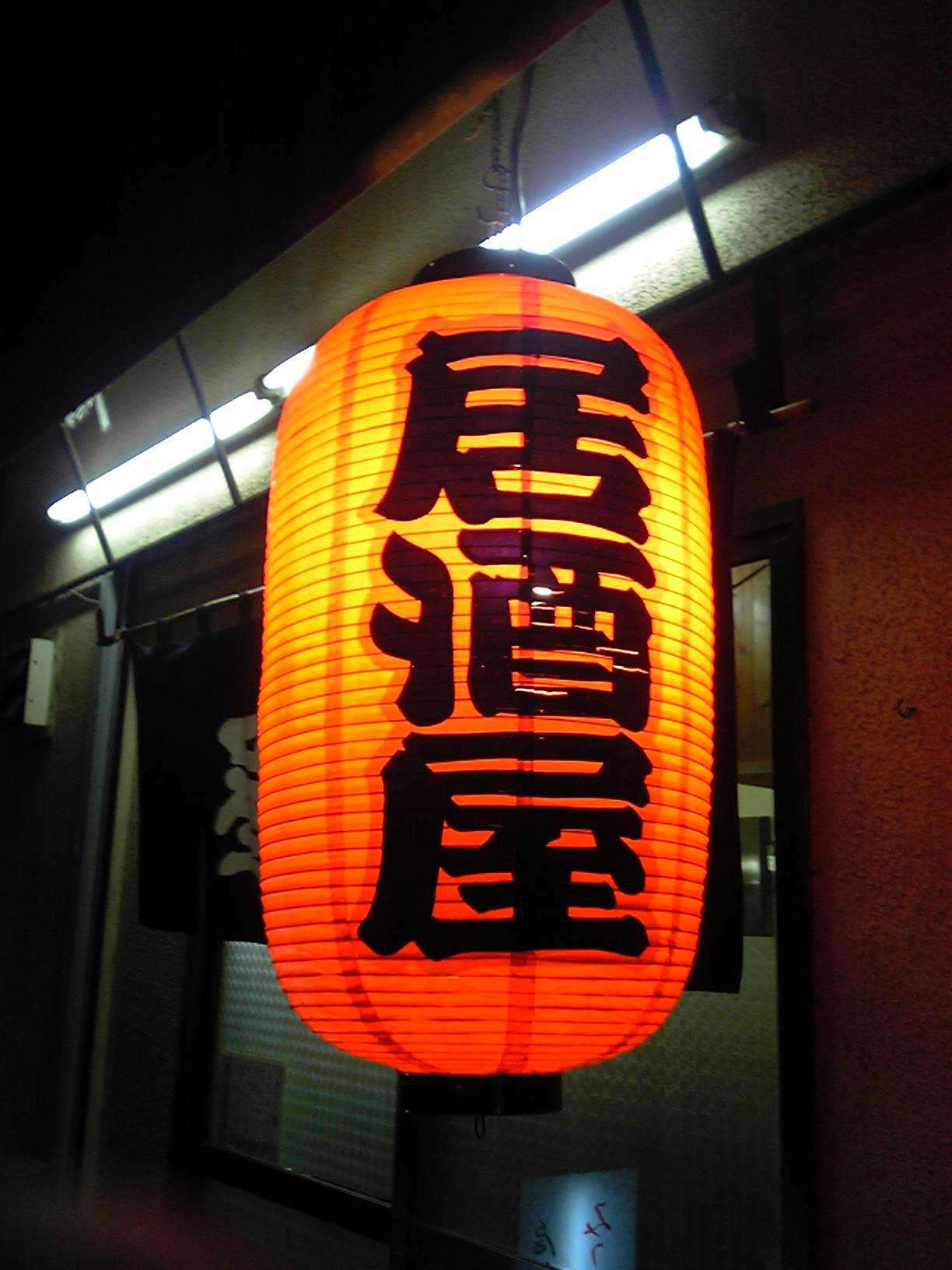
Enseigne d’izakaya en forme de lanterne

La cuisine japonaise, considérée comme saine et équilibrée, s'est répandue dans les années 1990 à travers le monde. En 2012, on comptait environ 30 000 restaurants dits japonais dans le monde : 14 000 en Amérique du Nord, 10 000 en Asie et 2 500 à travers l'Europe. La connaissance de la cuisine japonaise et des différents plats est de plus véhiculée par les manga (漫画) et anime (アニメ) en France notamment, où ils connaissent un franc succès. De nombreux mangas contiennent des scènes de repas, des allusions à des plats spécifiques ; certains manga spécialisés reposent sur l'univers culinaire.
Cependant, le vocable de « cuisine japonaise » désigne dans le monde des habitudes de consommation très diverses, et pour la plupart assez éloignées des habitudes de consommation japonaises. Des recettes dites japonaises ont été adaptées aux goûts locaux par des restaurateurs japonais ou étrangers, comme le teppanyaki mis à la mode aux États-Unis par un restaurateur japonais ou encore les california rolls créés par un chef japonais en Californie pour adapter les maki aux ingrédients disponibles là-bas. Ces recettes adaptées sont pour la plupart considérées comme japonaises dans les cultures dont elles sont originaires ; inversement, au Japon, elles restent souvent en dehors de la cuisine japonaise. À l'inverse, certains plats pourtant consommés au Japon sont très rarement proposés à l'étranger.
De plus, la structure d'un repas traditionnel japonais est rarement respectée à l'étranger. Par exemple, les menus comprenant sushi et yakitori souvent proposés en France sont apparus dans les années 1970, et sont une invention franco-chinoise ; ce type de repas ne conviendrait pas à un Japonais, qui le trouverait trop lourd.
Pour remédier à la méconnaissance de la cuisine japonaise dans le monde, le JETRO (Japanese External Trade Organization) organise en France et dans le monde diverses initiatives pour que la cuisine japonaise consommée dans le monde soit plus authentique ; en 2012, le gouvernement japonais a soumis la cuisine japonaise traditionnelle (washoku) comme candidate à l'inscription au sein de la liste représentative du patrimoine culturel immatériel de l’humanité de l'UNESCO. La candidature a connu un accueil favorable, et le washoku est inscrit au Patrimoine culturel immatériel de l'humanité en novembre 2013.

### La cuisine japonaise au Japon

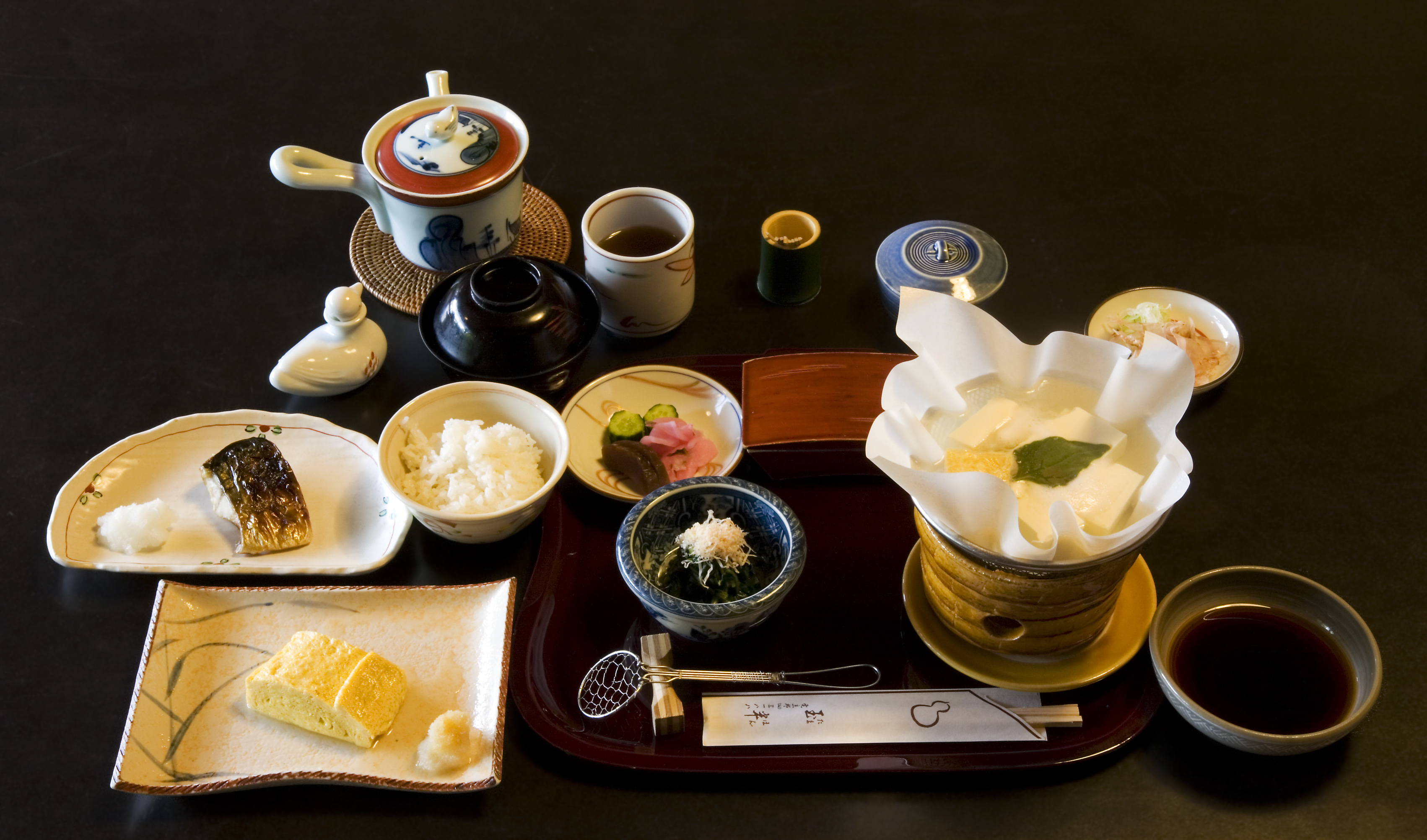
Petit déjeuner traditionnel.

Les pratiques alimentaires sont rythmées par trois repas quotidiens, un petit déjeuner (soit occidental, soit japonais), un repas à midi souvent rapide et consommé sous forme de bentō et, enfin, un repas du soir plus traditionnel, quand il n'est pas consommé à l'extérieur ou constitué de plats yōshoku, chinois, ou occidentaux. Le riz est prédominant et la consommation de sushi est occasionnelle. Les repas japonais traditionnels faits de trois plats véritablement japonais, servis avec du riz et une soupe au miso sont désormais rarement consommés à la maison.
La boisson traditionnelle des Japonais est le thé, que l'on trouve souvent servi à volonté dans les restaurants, chaud ou froid. Il est aussi courant de trouver des sodas au Japon et des boissons à base de thé. La consommation d'alcool est principalement constituée de bière. À table, certaines règles sont à respecter pour rester poli.

### La cuisine japonaise en Europe
La consommation européenne de la cuisine japonaise est centrée autour des sushis et des yakitori, devenus des emblèmes nationaux. Certaines spécificités existent cependant : par exemple, il existe une chaîne servant du barbecue mongol, un dérivé du teppanyaki, en Allemagne. La mode du sushi entraîne des ouvertures en masse, le nombre d'ouvertures de restaurants japonais ayant augmenté de 300 % entre 2007 et 2012 au Royaume-Uni. La France est la plus grosse consommatrice de sushis en Europe. Elle compterait en outre 1 600 restaurants spécialisés en sushis, dont un tiers en province et les 2 autres tiers en région parisienne.
La cuisine japonaise est souvent représentée en France par des restaurateurs chinois, qui ont profité de la mode du sushi dans les années 1990 pour se reconvertir et offrent souvent des menus n'ayant que peu de rapports avec les pratiques culinaires japonaises. De plus, certains restaurateurs français se sont approprié les goûts des sushis et présentent maintenant des sushis qui appartiennent à une fusion de la cuisine japonaise et française, comme la chaîne Sushi Shop. Un mouvement de reconquête du marché du sushi et de la cuisine japonaise en général tend pourtant à redonner son authenticité à la cuisine japonaise.
Il est à noter que l'initiative pour la promotion des produits et de la cuisine japonaise du JETRO possède une branche française et a tenté de mettre en place une certification d'authenticité de la cuisine japonaise par l'intermédiaire d'un comité indépendant local français en 2006, « Le comité d'évaluation de la cuisine japonaise », qui a disparu depuis.

### La cuisine japonaise aux États-Unis

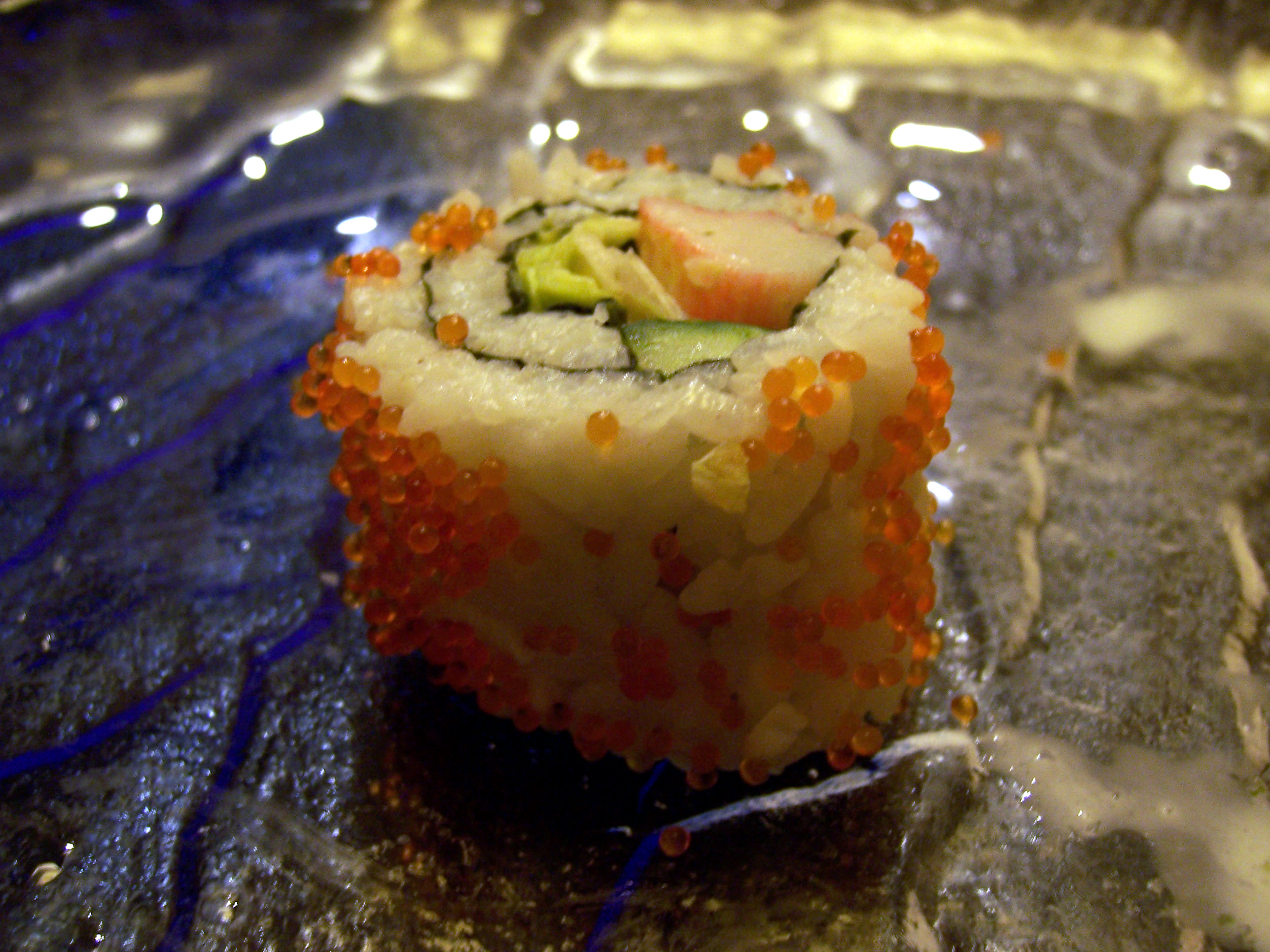
California roll avec du tobiko.

La cuisine japonaise aux États-Unis est principalement le fait de chefs américains : environ 10 % des établissements dits japonais sont effectivement tenus par des Japonais. Elle est en vogue, puisque les ouvertures de restaurants japonais ont augmenté de 250 % entre 2002 et 2012.
Le teppanyaki a été adapté aux pratiques américaines. C'est la chaîne de restaurants japonaise Misono qui est à l'origine de ce style de cuisine, introduit en 1945. Aux États-Unis d'Amérique, la chaîne Benihana a rendu le plat populaire en y ajoutant une dimension de spectacle qui n'existe pas au Japon : le chef cuisinier qui officie devant les convives se livre à divers exercices acrobatiques, comme le jonglage avec ses ustensiles.
Dans les années 1960, le chef Ichiro Mashita, expatrié aux États-Unis pour faire fortune, en adaptant les sushis aux ingrédients locaux, a créé le california roll en Californie,,,.
Grand marché en Californie, l'industrie du sushi aux États-Unis se rapproche donc d'une cuisine fusion.

## Recettes les plus connues

### Riz, nouilles et pâtes

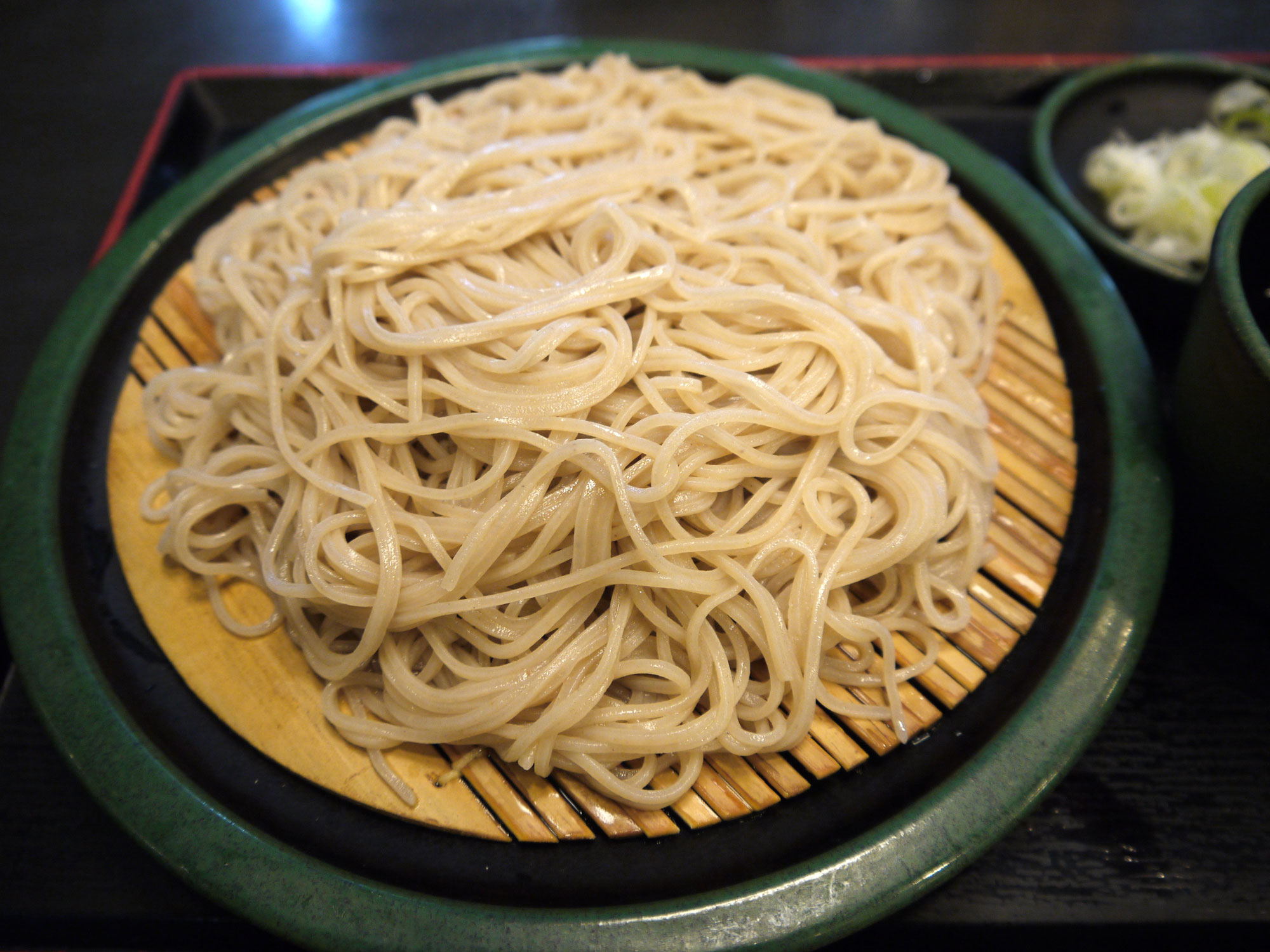
Zaru-soba

La cuisine japonaise comprend une grande variété de pâtes et nouilles (麺, men), et de préparations qui en contiennent, appelées men-rui (麺類). La plupart des nouilles actuelles (soba (蕎麦), sōmen (素麺), udon (饂飩)) ont pour origine des nouilles importées de Chine par un prêtre bouddhiste en 1247, et prendront leur forme actuelle pendant l'ère Eiroku (1558-1570).
Toutes cependant ne partagent pas cette origine. Par exemple, les ramen ont été importées au Japon au début du XXe siècle (ère Meiji) et sont maintenant considérées comme un plat japonais. Parmi les plus répandues dans la cuisine, on peut citer les udon (饂飩) (pâtes blanches et épaisses, servies soit froides sur un plat, soit en soupe), les soba (蕎麦) (pâtes fines de sarrasin, de couleur brune, servies comme l’udon), les sōmen (素麺) (pâtes de blé fines et blanches, servies sur un lit glacé en été), les ramen (pâtes d'origine chinoise mangées en soupe chaude) et enfin les hiyamugi (冷麦) (fabriquées comme les somen, servies en été dans de l'eau très fraîche et avec une sauce froide à part). Toutes ces pâtes peuvent être consommées chaudes ou froides suivant les saisons et se déclinent en de nombreux plats principaux.
Le riz est à la base de l'alimentation japonaise. Le bol de riz blanc nature (ご飯 (gohan)) reste la base de la plupart des repas traditionnels. Il existe aussi des en-cas à base de riz comme les onigiri. On appelle un plat complet formé par un bol de riz et un accompagnement le surmontant un donburi (丼, littéralement « bol », fréquemment abrégé en don). Le riz (ご飯, gohan) est généralement servi nature. Mais on trouve aussi le takikomigohan (炊き込みご飯) (riz garni cuisiné à l'eau), chāhan (炒飯) ou yakimeshi (焼飯) (riz garni frit ou sauté), tamago kake gohan (卵かけご飯) (avec un œuf cru par-dessus à mélanger), le kayu (粥) (bouillie de riz) ou encore le ochazuke (お茶漬け) (riz cuit mélangé à un thé très fort).

### Soupes
Dans la cuisine japonaise, soupes et bouillons sont consommés à chaque repas. À la base de la cuisine japonaise, le dashi (出汁) est un bouillon servant de base aux soupes ou consommés, dont les ingrédients principaux sont la bonite et le konbu. Il est régulièrement utilisé comme base pour les plats mijotés ou bouillis. Le bouillon le plus consommé, la soupe de miso (味噌汁, miso-shiru), est une soupe à base de miso et de dashi, à laquelle des ingrédients solides divers peuvent être ajoutés. Les soupes existent aussi dans la cuisine d'Okinawa, comme la soupe d'intestin de porc (nakami no suimono).
Une soupe qu'il est traditionnel de manger durant le nouvel An japonais est le zōni (雑煮), ou o-zōni. C'est un bouillon qui se mange avec des baguettes de saule non laquées et qui est constitué de mochi (餅, gâteaux de riz), légumes et sauce soja ou miso blanc. Sa composition varie en fonction des régions du Japon.

### Plats contenant du poisson, des fruits de mer ou de la viande

#### Crus

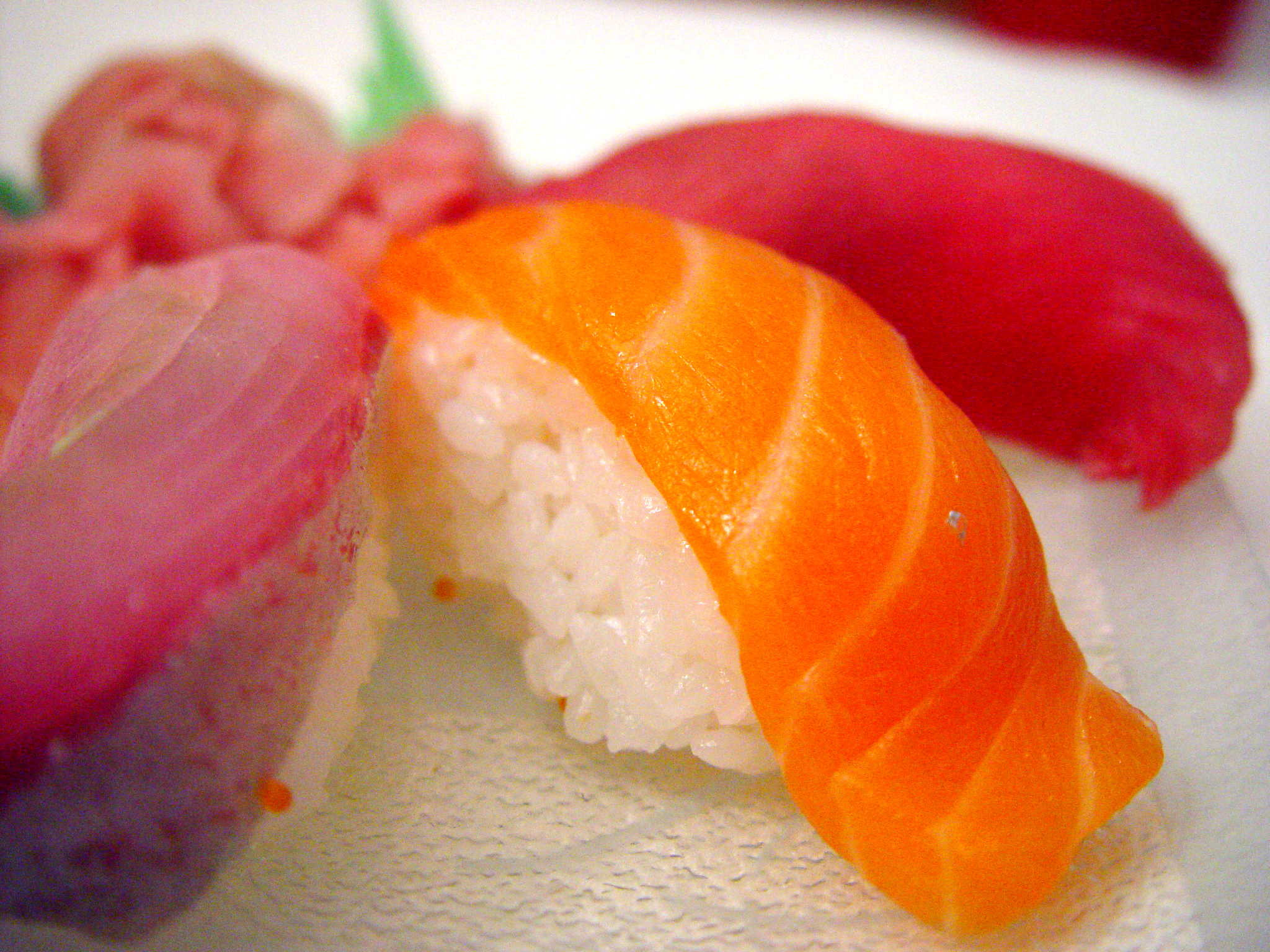
Des sushis

Les plats de fruits de mer ou de poissons crus japonais sont sûrement les plats les plus emblématiques à l'étranger de la cuisine japonaise. Parmi les préparations les plus connues, on peut citer le sushi (寿司) et sashimi (刺身).
Les sushis (寿司) sont des bouchées (servies par paires ou en assortiment) faites de tranches de poisson ou de fruits de mer, très frais et crus, disposées sur un canapé de riz légèrement vinaigré (nigiri) et légèrement sucré au mirin, auquel elles adhèrent par une petite portion de moutarde wasabi. On les assaisonne avec du shōyu. Le chirashizuchi ou chirashi est composé des mêmes ingrédients que les autres sushis, mais consiste en un bol de riz à sushi (assaisonné de vinaigre de riz) sur lequel sont déposées les garnitures (du poisson cru et des légumes). Il présente l'avantage d'être simple à préparer et souvent copieux.
Le sashimi (刺身) est une assiette de tranches de poisson ou coquillages crus (ou macérées dans du sel pour les poissons à peau bleue), de seiche, poulpe ou crevettes (passées rapidement à l'eau bouillante) et parfois de filets de viande ou de poulet. Les ingrédients sont les mêmes que le sushi, y compris la sauce, mais sans canapé de riz.
Il existe aussi de multiples recettes de poissons mi-cuits comme le tataki.

#### Grillés

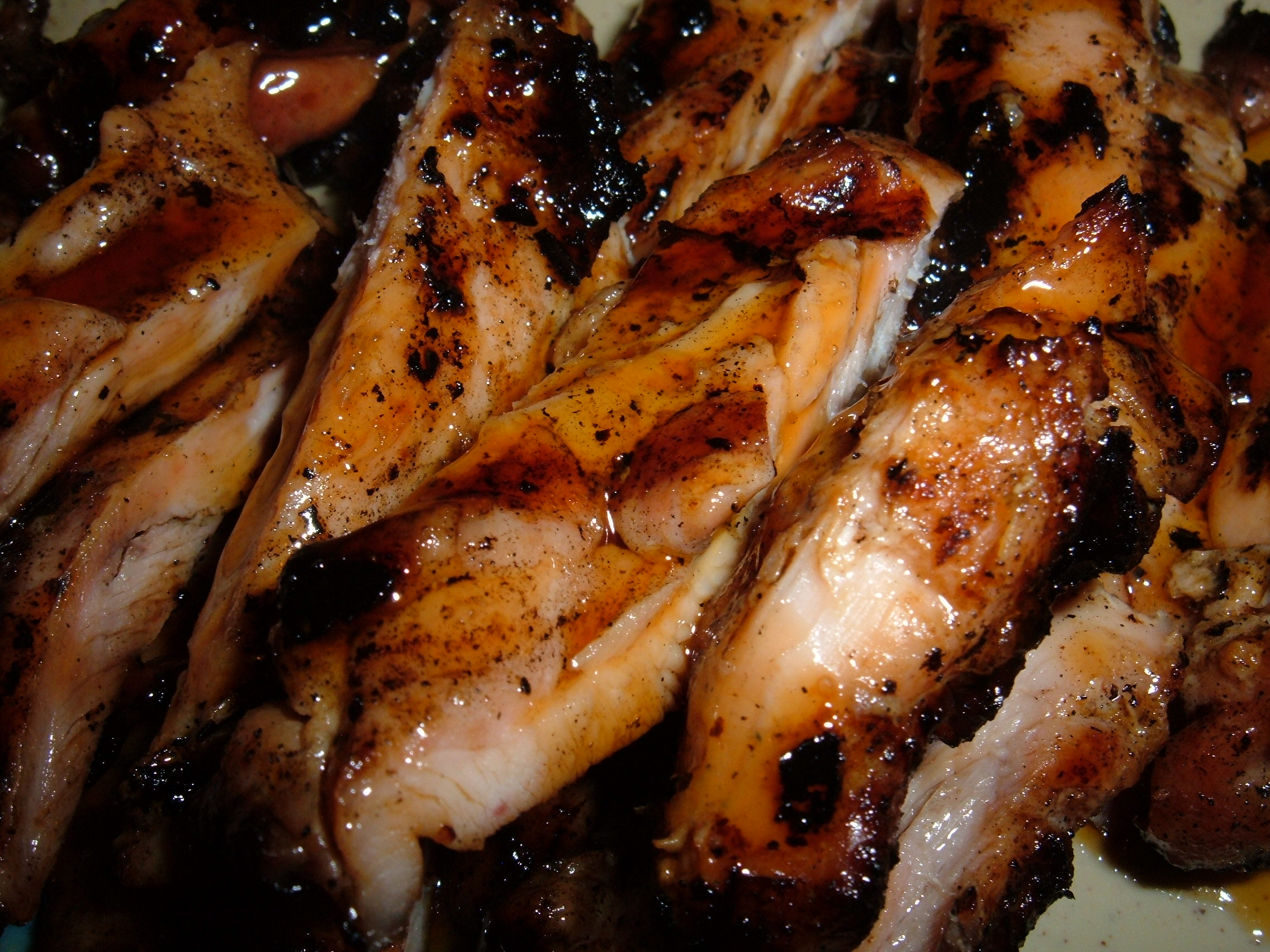
Poulet teriyaki

Les plats grillés ou yakimono (焼き物) sont très populaires au Japon et déclinés au travers de nombreuses spécialités.
Les yakitori (焼鳥), des brochettes qui sont le plus souvent composées d'une seule et même partie de poulet (blanc de poulet, peau de poulet, ailes de poulet par exemple) ou d'un autre animal (langue de bœuf par exemple), comptent parmi les plats les plus connus en France. Les teppanyaki (鉄板焼き), grillades sur plaque chauffante, ont été adaptées en une cuisine spectacle aux États-Unis où on compte de nombreux restaurants spécialisés dans ce type de plats.
On trouve aussi différents plats comme le yakiniku (焼き肉) (littéralement « viande grillée », venant de Corée), le teriyaki (照り焼き) (viande grillée ou rôtie dans une sauce de soja sucrée (viande laquée)), le shioyaki (塩焼き) (qui indique un mode de cuisson : grillé, ou sauté, au sel, par opposition à shōyuyaki : à la sauce soja), les shōgayaki (生姜焼き) (tranches de porc, voire de bœuf, marinées dans une sauce à base de gingembre et de shōyu et grillées, ou encore les takoyaki (たこ焼き) (spécialité d'Ōsaka, se présentant sous forme de six à dix boulettes de pâte à crêpe contenant des petits morceaux de poulpe, et cuites en moule, comme les gaufres). En général, ces derniers sont vendus en kiosque pour être emportés ou consommés dehors.

#### Frits

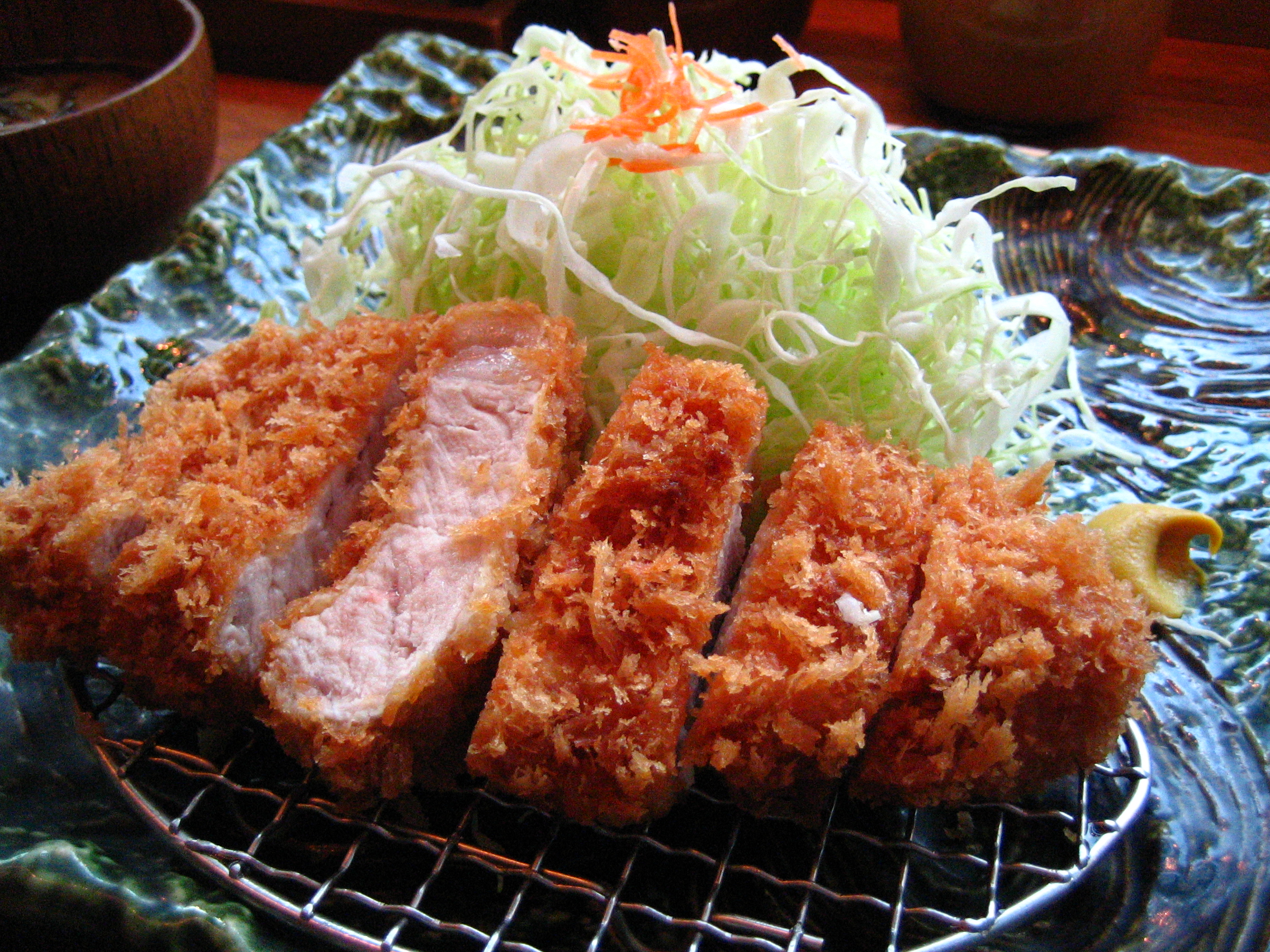
Tonkatsu

Les plats frits ou agemono (揚げ物) rassemblent des plats dont les origines sont plutôt récentes. Il existe diverses techniques de fritures où varient les ingrédients de l' éventuelle pâte à beignet ainsi que les possibles traitements avant cuisson pratiqués sur les aliments.
Parmi les plus connus, le tonkatsu (豚カツ) (porc pané nappé d'une sauce spéciale type sauce Worcestershire) et le tempura (天ぷら) (beignet de légumes, tranches de poisson, huîtres, crevettes ou viande de porc mangés dans une sauce à base de radis daikon râpé, jus de citron, ou vinaigre de riz, et shōyu) sont tous deux des adaptations de plats introduits par les moines jésuites portugais installés à Nagasaki au XVIe siècle. Ils ont été largement adoptés : chez les étudiants japonais existe la coutume de manger un tonkatsu avant un examen à cause d'un calembour avec le verbe japonais katsu (勝つ) qui signifie "gagner". Les kushi-age (串揚げ), brochettes japonaises, en friture (on dit aussi kushikatsu (串カツ)) et le kakiage (かき揚げ), friture de légumes et de fruits de mer, trouvent également leurs racines dans la cuisine portugaise.
Enfin, les korokke (コロッケ), croquettes à la japonaise, un peu sucrées, font partie des plats yōshoku (洋食, cuisine de l'Ouest) introduits pendant l'époque Meiji (1868-1912).

#### Séchés

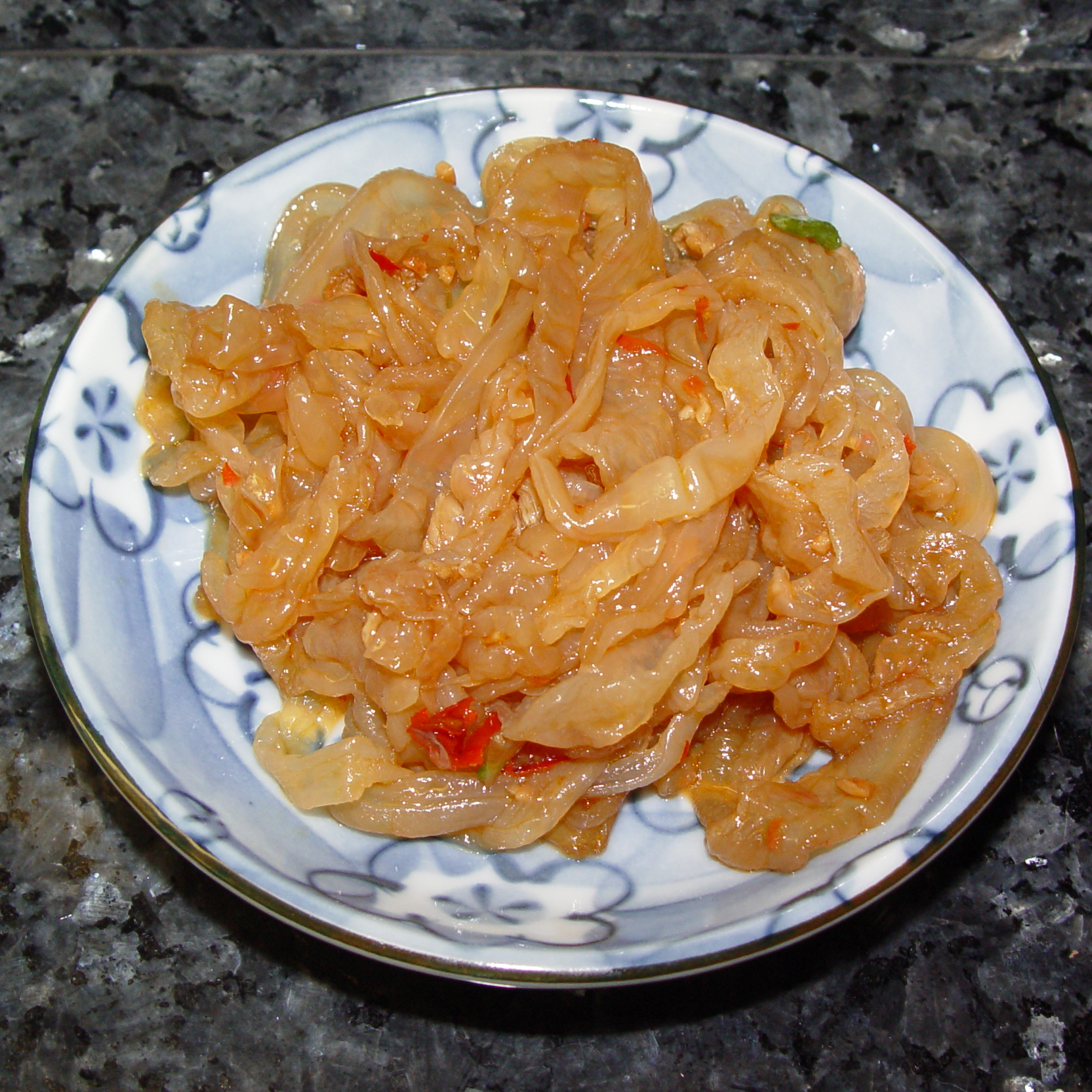
Salade de méduse avec du piment et de l'huile de soja.

Une douzaine d'espèces de méduses sont consommées séchées au Japon (kurage). L'espèce la plus consommée est Rhopilema esculentum. Chaque année, les Japonais en consomment environ 13 tonnes.

#### Bouillis ou étuvés
Appelés en japonais nabe (鍋), les plats bouillis ou étuvés sont courants dans la cuisine japonaise, quand l'hiver approche. Le shabu-shabu (しゃぶしゃぶ), de fines tranches de viandes, légumes et champignons que l'on fait blanchir soi-même dans un grand caquelon, en une ambiance conviviale comme pour la fondue bourguignonne, en est un exemple, tout comme le sukiyaki (すき焼き), une sorte de fondue japonaise, avec un assortiment de viandes, poissons, légumes et champignons, refroidis dans de l'œuf cru et assaisonnés de sauces spéciales (assez sucrées). Il est à rapprocher du shabu-shabu et servi en général dans les mêmes restaurants.
Parmi les autres plats qui utilisent ce type de cuisson, on peut citer le yosenabe (寄せ鍋) (fondue à la viande et au poisson) ou l'oden (御田), sorte de pot-au-feu japonais avec des quenelles de poisson, des œufs durs et divers légumes (surtout des tubercules). Comme ce plat est assez insipide, on le relève de karashi.
Enfin, on trouve les gyōza (餃子), raviolis originaires de Chine, à base de viande de porc hachée mélangée à du chou râpé, qui sont soit rôtis, puis cuits à l'étouffée (yakigyōza), soit bouillis (suigyōza).

### Plats d'accompagnement

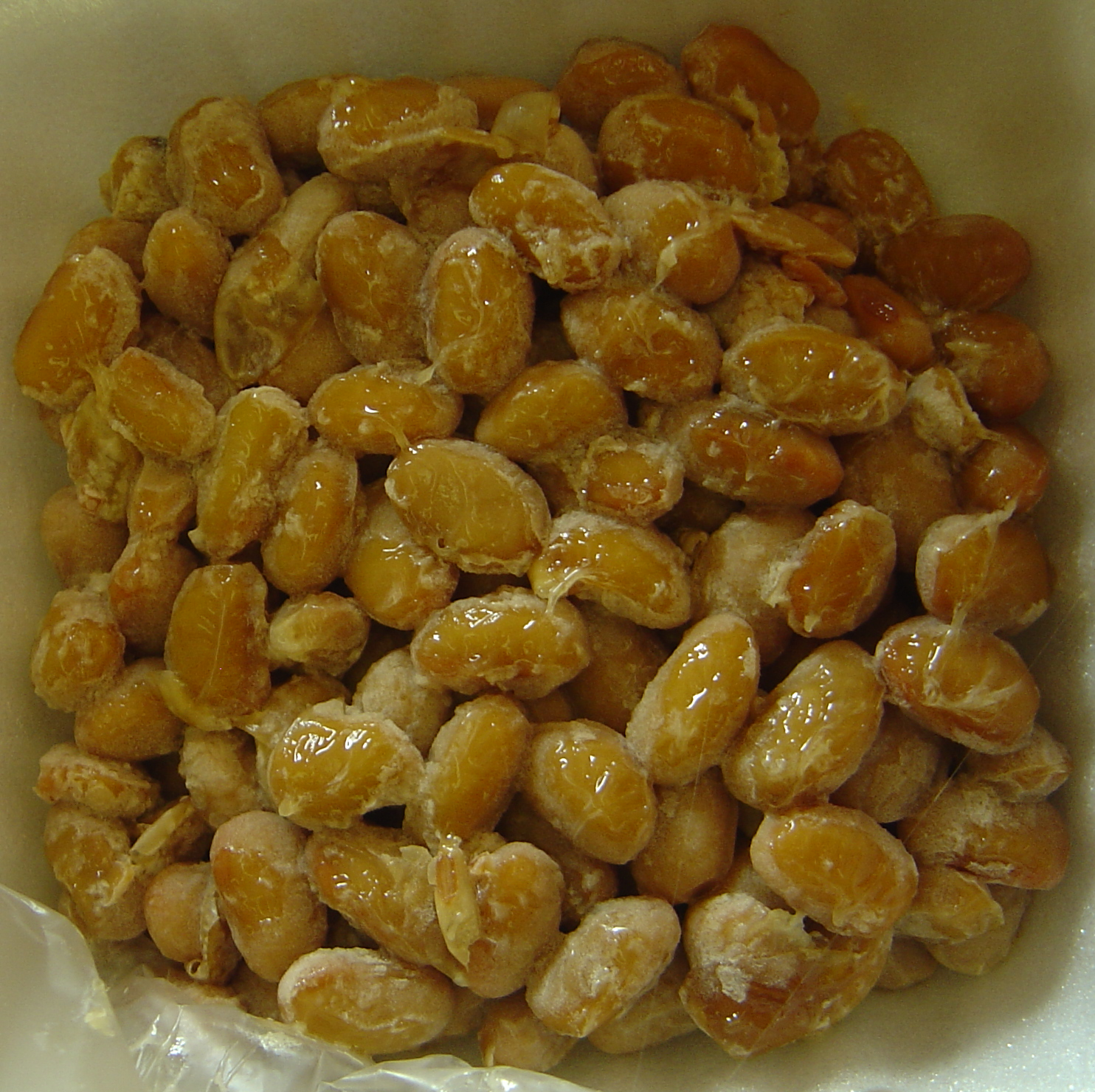
Nattō

Les plats d'accompagnement sont plus légers que les précédents, et servis toujours en sus de l'un des plats contenant poisson, viande ou fruits de mer décrits ci-dessus. Si les tsukemono sont les plus présents dans l'alimentation japonaise, on peut aussi citer le tōfu (豆腐) (pâte issue du lait de soja servie grillée, pochée, en ragoût, en dessert) comme complément alimentaire régulièrement consommé au Japon. Les umeboshi (梅干) (prunes ume macérées dans le sel avec des feuilles de shiso rouge), le chawanmushi (茶碗蒸) (flan à l'œuf mélangé de bouillon et cuit à la vapeur), ou encore les namasu (膾) ou sunomono (酢の物) (légumes, poissons ou fruits de mer macérés dans le vinaigre de riz) sont également dégustés couramment.
Certains plats sont souvent servis au petit déjeuner : le nattō (納豆) (haricots de soja fermentés et gluants, à odeur d'ammoniaque rappelant un peu le camembert, servis sur le bol de riz chaud ou enveloppés de nori), et le tamagoyaki (卵焼き／玉子焼き), une omelette japonaise en rouleau.

### Plats uniques

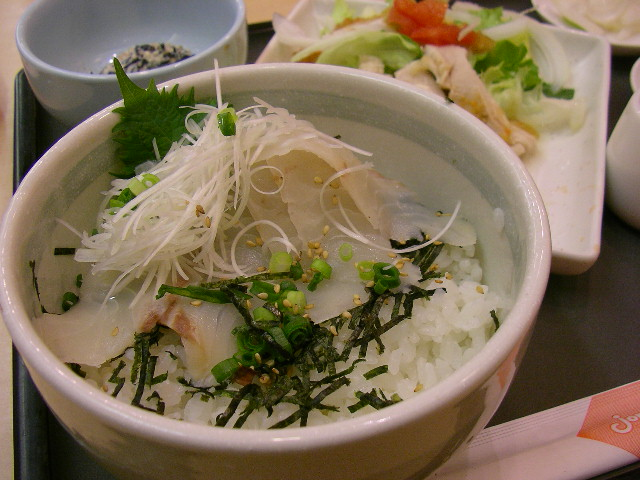
Donburi.

Certains plats sont servis directement avec du riz, et alors considérés comme des plats uniques. Le terme de donburi (丼ぶり), littéralement « bol », fréquemment abrégé en don, désigne un bol de riz sur lequel des garnitures, le plus souvent du poisson ou de la viande, sont disposées. On peut citer le katsudon (かつ丼) (avec du tonkatsu (porc pané)), le gyūdon (牛丼) (bœuf en lamelle avec des oignons), le oyakodon (親子丼) (poulet en lamelles avec œuf et oignons) ou encore l'unadon (鰻丼) ou unajū (鰻重) (filets d'anguille braisés au feu de bois en kabayaki (sauce proche de teriyaki) et relevés de graines de sanshō).
Il existe aussi des plats complets à base de riz yōshoku (洋食, cuisine de l'Ouest) comme le doria (ドリア) (gratin à la béchamel, accompagné de fruits de mer ou de viande sur du riz), l'omuraisu (オムライス, diminutif de « omelette-rice ») (une omelette garnie de riz cantonais) ou encore le très populaire karēraisu (カレーライス, pour « curry-rice »), un riz au curry à l'anglaise, garni de bœuf, poulet ou crevettes.
On trouve également des plats de pâtes/nouilles garnis qui font partie des plats chinois importés durant l'époque Meiji (1868-1912), comme les célèbres rāmen (ラーメン) (plat fait de fines pâtes de blé servies en soupe avec d'autres condiments et garnitures (viande, légumes, œuf)) ou encore les yakisoba (焼きそば) : des soba sautées.
Les okonomiyaki (お好み焼き), galettes ou crêpes à base de blé ou de pâtes, garnies "à volonté" (d'où leur nom) de viandes, fruits de mer et légumes, originaires du Kansai et de Hiroshima (Hiroshima-yaki) cuites sur plaque, souvent devant ou par les clients eux-mêmes, sont aussi un plat unique fort répandu.
Enfin, il existe des plats à emporter. Le bentō (弁当), ou o-bentō avec une marque de respect, est un assortiment de petits plats servis ensemble dans un coffret en bois laqué (bentō traditionnel) compartimenté ou en boîte jetable. Comme la gamelle occidentale d'autrefois, il est préparé à la maison tous les matins pour être consommé à l'école ou au travail le midi, et pour pique-niquer. Beaucoup les achètent dans les bentōya, les konbini ou les kiosques des gares. Il s'agit d'un repas complet, mais assez peu copieux. Enfin, les o-nigiri (お握り) sont des boules de riz façonnées à la main, souvent triangulaires, contenant différentes farces (bonite, umeboshi, etc.), et généralement enveloppées d'une feuille de nori. Repas de survie, c'est le sandwich ou pan bagnat japonais.

### Pâtisserie japonaise

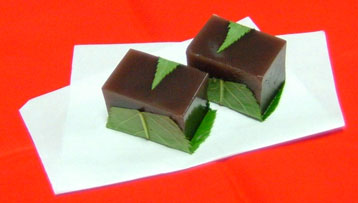
Mizu-yōkan

Comme dans la plupart des pays d'Asie, la notion de dessert, c'est-à-dire de « douceur » servie à la fin d'un repas, n'est entrée en usage que depuis la seconde moitié du XXe siècle, sous l'influence de la cuisine occidentale. Le terme de wagashi (和菓子, gâteaux japonais) ou même de yōgashi (洋菓子, pâtisserie occidentale) désigne donc essentiellement les gâteaux, entremets et sucreries accompagnant le thé, avec ou sans cérémonie.
Les ingrédients de base sont le sucre de canne, les haricots azuki ou leur pâte appelée anko (餡子) ou an (餡), et la farine de riz ou de blé, ainsi que le kudzu ou l'agar-agar (寒天, kanten) pour les gelées. On peut répartir les wagashi en diverses catégories :
- les gelées ou yōkan,

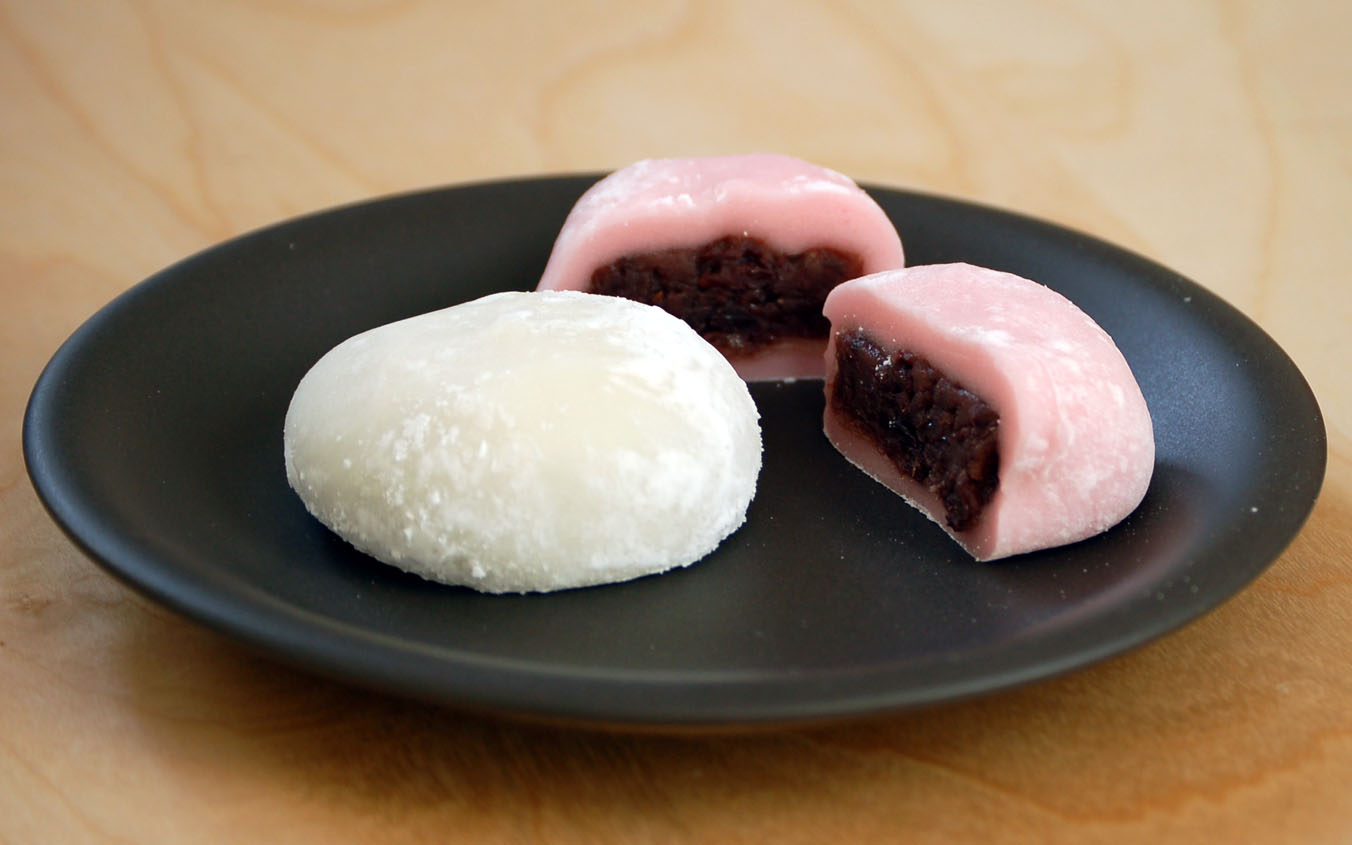
Daifuku

- les sucreries ou dagashi (駄菓子?) telles que les konpeitō ou karintō ;
- les petits pains cuits à la vapeur nommés manjū, dont le fameux anpan, parfois salés ;
- les gâteaux à base de mochi (pâte de riz) appelés mochigashi (餅菓子?) tels que les dango ou daifuku ;
- les gâteaux de pâte de riz proches du mochi comme le yatsuhashi ;
- les gâteaux à base de pâte à gaufre cuits au four nommés yakigashi (焼菓子?) ;
- et enfin divers desserts ou biscuits cuits ou frits comme les senbei, des gâteaux salés à base de mochi, et autres arare et kakipī que l'on mange en Occident en gâteaux apéritifs.

On trouve bien sûr des desserts mélangeant diverses préparations tels que l’an-mitsu et le zenzai. Enfin, un dessert considéré comme japonais, mais d'origine portugaise : la kasutera, un gâteau mousseline.

## Ingrédients
Les ingrédients de la cuisine japonaise sont très variés et incluent, outre les aliments les plus consommés mondialement, nombre de plantes et espèces animales endémiques à l'archipel. Comme pour la majeure partie de ses voisines asiatiques, l'entomophagie a fait partie de l'alimentation japonaise, mais est maintenant tombée en désuétude et reste cantonnée à certaines localités dont les insectes sont la spécialité.

### Viandes et poissons

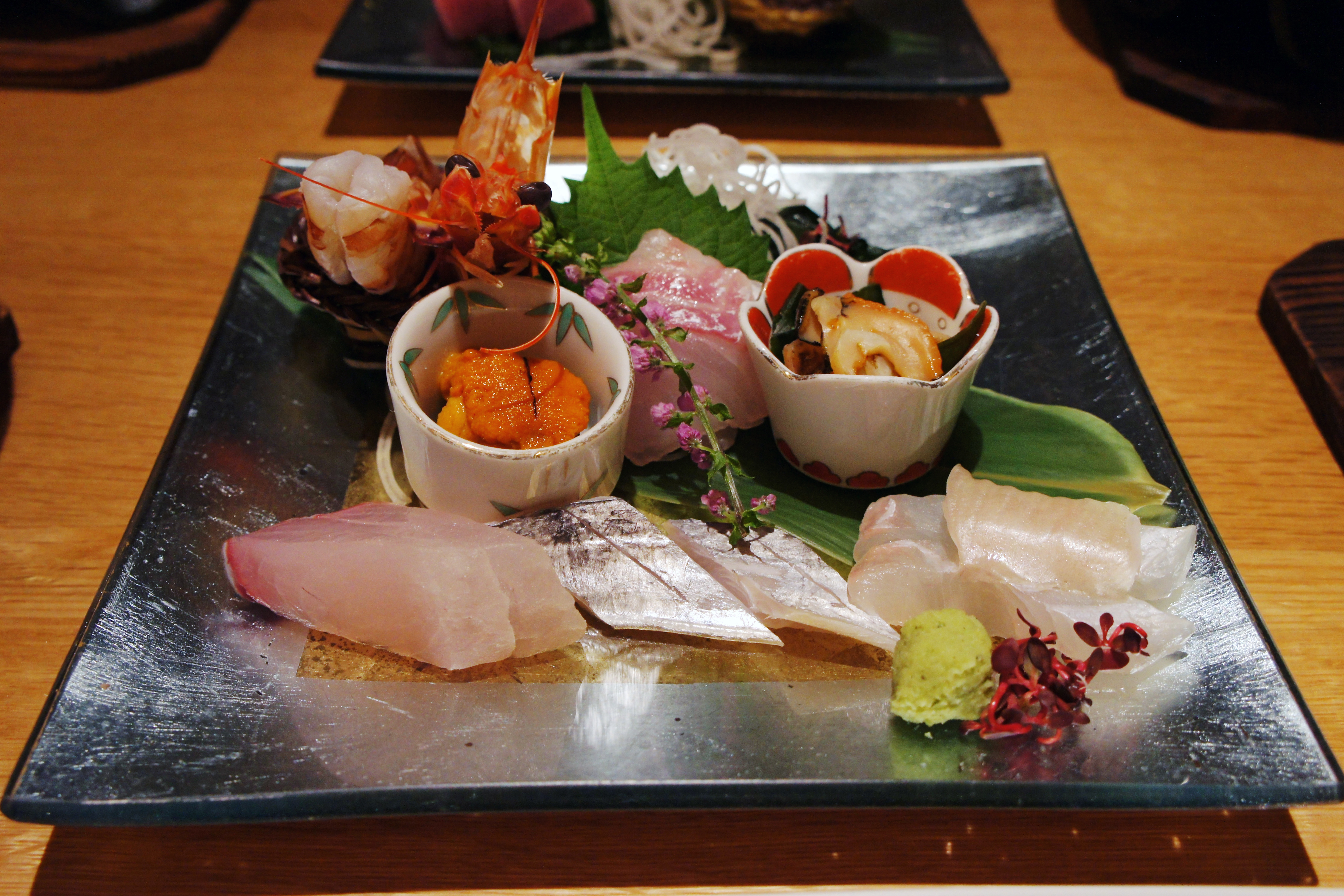
Sashimis de poissons et fruits de mer.

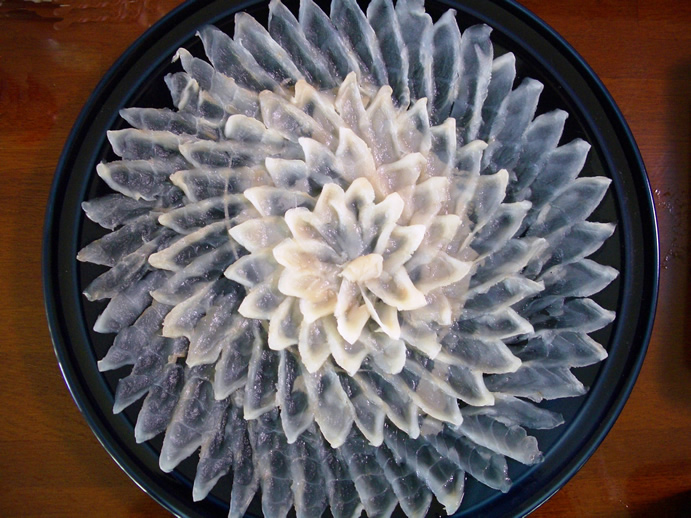
Fugu-sashi.

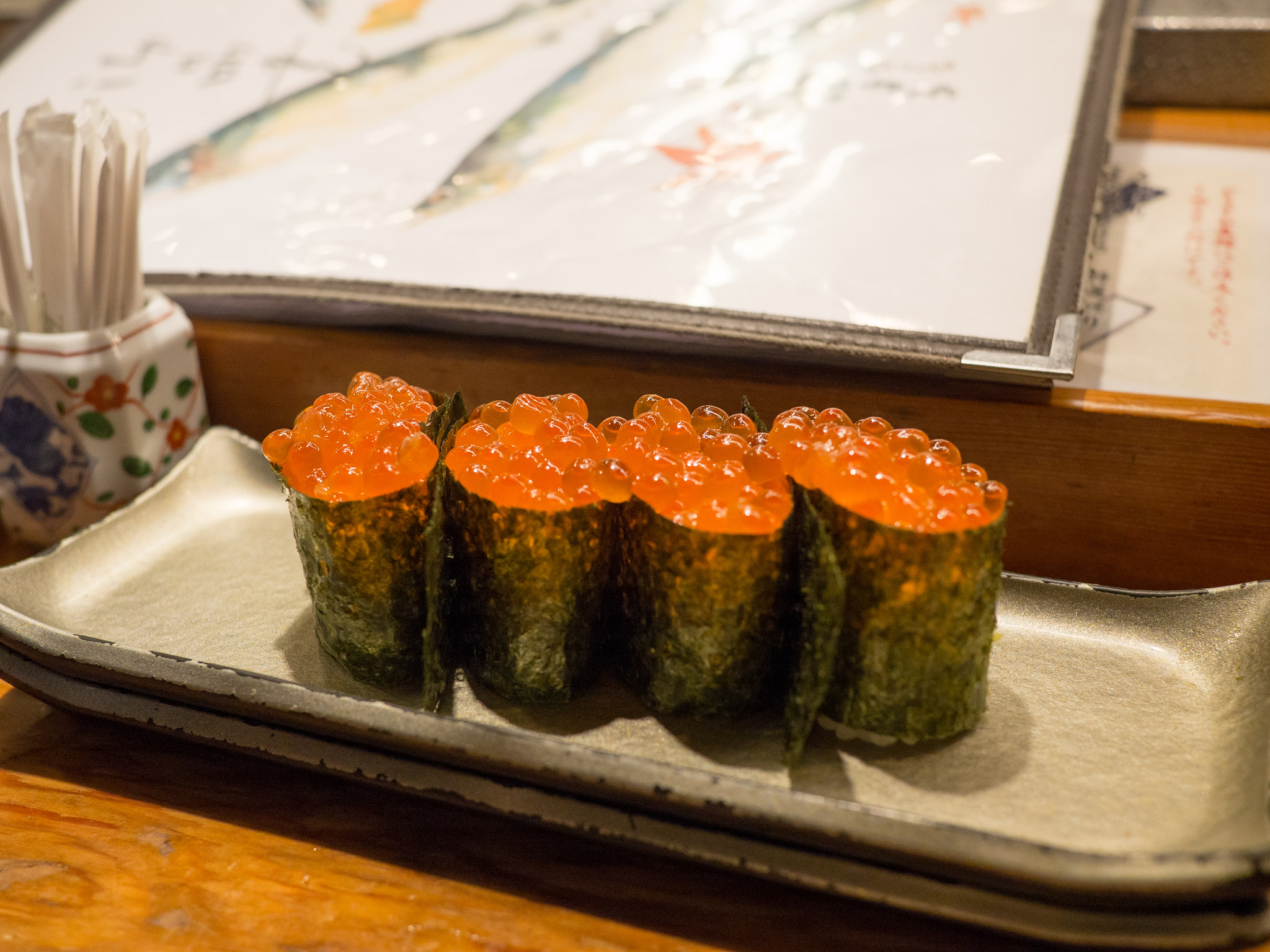
Ikura maki.

La cuisine japonaise est principalement constituée de plats ou de recettes contenant du poisson. Un des ingrédients les plus communément utilisés comme base de cuisson quand il s'agit de préparations bouillies ou mijotées est le dashi, un bouillon de konbu (une algue) et de bonite séchée. On trouve aussi une grande variété de nerimono (練り物) : des aliments à base de pâte de poisson (chikuwa, jakoten, hanpen, narutomaki, Satsuma age), dont l'exemple le plus connu à l'étranger sous le nom de surimi est le kamaboko. Dans ces préparations, le poisson est mixé et mélangé à divers ingrédients (fécule de pomme de terre ou de blé, blanc d'œuf, huile). Suivant le type de pâte de poisson, il peut être consommé cru ou cuit, seul, ou être utilisé à des fins décoratives. On trouve aussi du poisson séché comme le niboshi qui peut être utilisé comme base de bouillon ou être consommé à l'apéritif, ou encore de fines lamelles séchées de bonites appelées katsuobushi qui servent de condiment.
À ces ingrédients de base viennent s'ajouter de nombreuses recettes de poissons, crus, mi-cuits ou cuits, ou encore séchés, les recettes de poisson les plus connues à l'étranger étant les préparations à base de poisson crus que sont les sushis et les sashimis.
Les Japonais consomment de nombreuses espèces de poisson, qu'ils soient de mer ou de rivière. Si les consommations de thon rouge, de baleine ou encore de fugu sont les plus connues à l'étranger pour les problèmes divers qu'elles peuvent engendrer, elles ne sont pas représentatives des poissons les plus usuels, la consommation de baleine tendant même à disparaître. Base du dashi et présente sous de nombreuses autres formes, la bonite est certainement le poisson le plus emblématique ; de nombreuses espèces connues mondialement sont consommées, comme le thon obèse, la dorade (鯛, tai), la limande-sole (鰈, karei), le maquereau (鯖, saba), la morue (鱈, tara), la sardine鰯 (iwashi), ou encore le saumon (鮭, sake). Il est à noter que les Japonais consomment plus de poisson (魚, sakana) que de viande (le double en 2005 : dix millions de tonnes contre cinq).
Les œufs de poisson ou rogues sont également dégustés. Ils font souvent partie des chinmi, des plats très appréciés des Japonais dont il existe beaucoup de déclinaisons locales, et sont souvent dégustés en hors-d'œuvre. On peut citer par exemple l'ikura (du russe икра) (œufs de saumon), le mentaiko (明太子) (œufs de lieu noir), tarako (鱈子) (œufs de colin d'Alaska, ou encore tobiko (飛子) œufs de poisson volant. Les rogues sont consommées crues, fumées ou traitées en salaison. Certaines sont chères et délicates, et consommées tout en buvant du saké ; d'autres comme le tarako peuvent être mangées crues au petit déjeuner, utilisées pour fourrer des onigiri ou encore être la base d'une sauce. Les œufs sont parfois employés pour faire un type de sushi particulier, le gunkanmaki.
Les fruits de mer (魚介, gyokai) sont aussi largement consommés depuis la nuit des temps : au bord de la mer du Japon comme du Pacifique, de nombreux amas coquilliers de la période Jōmon témoignent de la présence forte dans l'alimentation de crustacés et fruits de mer. De nos jours, le Japon est le plus grand importateur mondial de produits de la mer. Les principales importations sont les crevettes, le crabe, les œufs de poisson, le poulpe et les calmars. Le Japon exporte aussi massivement, entre autres des pétoncles et des rogues de morue. Parmi les fruits de mer couramment consommés au Japon, on peut citer la coquille Saint-Jacques (帆立, hotate), la crevette (蛯／海老, ebi), l'ormeau (蚫／鮑／鰒, awabi), l'oursin (海胆／海栗／雲丹, uni), la palourde (鯏, asari), la pieuvre (蛸／鮹／鱆／章魚, tako), et la seiche (烏賊, ika), etc.
Preuve de cet attachement aux produits de la mer, le principal marché de la métropole de Tokyo, plus connu sous le nom de marché aux poissons de Tsukiji (築地市場, Tsukiji shijō), est le plus grand marché de gros du monde pour les poissons et fruits de mer. Il se trouve dans le quartier de Tsukiji, arrondissement de Chūō, à Tokyo, et est une attraction prisée des touristes,.
Les viandes (肉, niku) consommées sont le porc (豚, buta), le bœuf (牛, ushi) et le poulet (鶏, tori) ; le cheval (馬, uma) est parfois mangé cru en sashimi. Au Japon, la viande la plus appréciée est le porc, la quantité consommée de porc étant à peu près égale à celles de bœuf et de poulet réunies. La viande la plus renommée produite au Japon est le bœuf de Kobe (en japonais : 神戸ビーフ, Kōbe bīfu), qui est élevé et produit en suivant une tradition stricte. Il existe enfin une consommation marginale de mouton, due à l'introduction de cette espèce à la suite d'un plan gouvernemental japonais de 1918 visant à atteindre un cheptel d'au moins un million d'agneaux, qui est consommé grillé (jingisukan ou yakiniku).

### Légumes, légumineuses et céréales

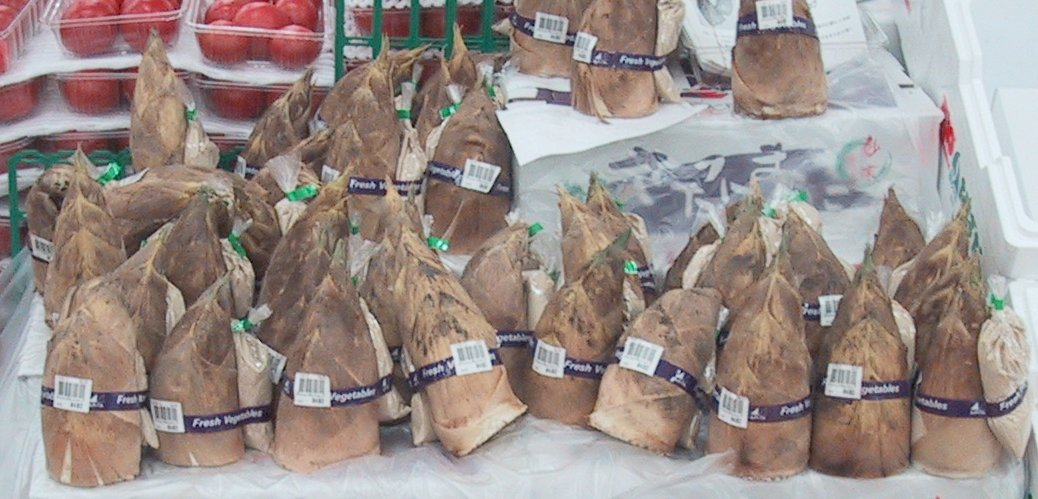
Takenoko

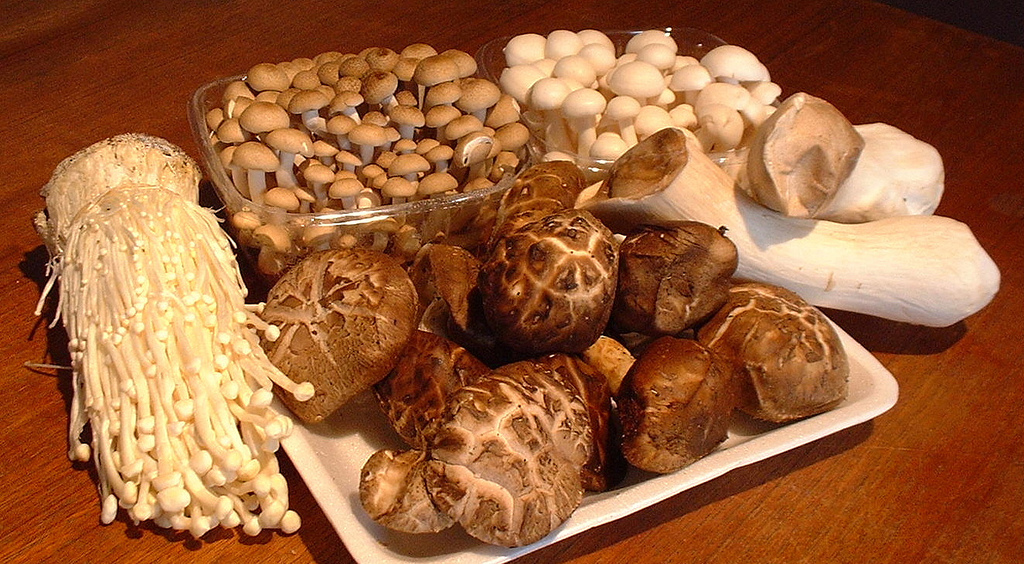
Enoki, buna-shimeji, shiitake, bunapi-shimeji et eringi

Les légumes ont une place importante dans la cuisine japonaise depuis toujours, les premiers témoignages chinois sur les habitants du Japon du Ier siècle faisant mention de leur consommation de légumes crus. De plus, la longue interdiction de la consommation de viande dans le pays a poussé les Japonais à se tourner vers d'autres aliments. Les plats d'accompagnement traditionnels de la cuisine du quotidien comme des cuisines raffinées peuvent être constitués entièrement de légumes ; les tsukemono, accompagnements de presque tous les repas traditionnels, sont souvent faits à partir de légumes. On trouve dans la cuisine japonaise divers légumes « exotiques », outre les carottes, radis, navets et autres légumes « occidentaux ». On peut distinguer principalement quelques types de légumes : des légumes-racines (芋, imo), des plantes herbacées, des champignons (茸／菌／木野子, kinoko) typiques et enfin des algues (藻, mo).
Parmi les légumes-racines (芋, imo) présents dans la cuisine japonaise, en plus de notre pomme de terre (馬鈴薯, jaga-imo), on peut citer la patate douce (薩摩芋, satsuma-imo). Introduite en 1735 au Japon, elle connaît un certain succès. Le nom de satsuma imo (薩摩芋) provient du nom de l'ancienne province de Satsuma dans laquelle elle fut introduite originellement. Un autre légume racine courant est le sato-imo (里芋), connu sous le nom vernaculaire générique de taro, qui est souvent préparé mijoté dans du dashi.
Le konjac (蒟蒻芋, konnyaku-imo) est un légume que l'on transforme en une pâte appelée konnyaku, qui a de multiples utilisations : il est utilisé au Japon pour faire de gros bonbons en gelée aromatisés aux fruits baptisés konnyaku jelly (コンニャクゼリー, konnyaku zelī). Cependant, ce bonbon de plusieurs centimètres de large ayant déjà été la cause de plusieurs morts par étouffement au Japon (17 entre 1995 et 2008), il est interdit dans l'Union européenne et en Corée du Sud. L'igname de Chine (長芋, naga-imo) est souvent utilisé en le râpant pour obtenir une préparation visqueuse dénommée tororo (薯蕷). Enfin, l'igname du Japon (山の芋, yama-no-imo) fait aussi partie de l'alimentation japonaise.
Parmi les plantes herbacées utilisées au Japon, on peut citer le chou chinois (白菜, hakusai), le taisai (体菜) aussi appelé par ses noms chinois chingensai (青梗菜) et pakuchoi (白菜), introduit de Chine dans les années 1970. Le radis chinois (大根, daikon) qui, quand il est lacto-fermenté en saumure, s'appelle takuan (沢庵), en l'honneur de son inventeur Takuan Sōhō, est un classique de la cuisine japonaise. Il est souvent artificiellement coloré en jaune moutarde. Le bambou (竹の子／筍, take-noko) est aussi utilisé. Enfin, le mizuna (水菜) ou « moutarde japonaise » est utilisé en salade.
Il existe également des champignons (茸／菌／木野子, kinoko) typiques, bien que l'on trouve des champignons de Paris (マッシュルーム, masshurūmu, soit « mushroom »), parmi lesquels les enoki (榎), les eringi (エリンギ), les maitake (舞茸), les matsutake (松茸), les nameko (滑子), les shiitake (椎茸), les kikurage (木耳／木蛾, Oreille-de-Judas ou champignon noir) ou encore les shimeji (占地/湿地).
Enfin, les algues (藻, mo) sont des produits omniprésents dans la cuisine japonaise. La nori (海苔) est connue mondialement, car elle est le constituant principal des feuilles d'algue enroulées autour des makis. Le kombu (昆布) est un des deux ingrédients du dashi, bouillon et base de très nombreuses préparations culinaires. Le wakame (若布／和布／稚海藻／裙蔕菜) est souvent consommé en salade. Enfin l'hijiki (鹿尾菜/羊栖菜), une algue noire, est aussi utilisée dans la cuisine macrobiotique. L'umibudō (海葡萄) est par ailleurs une algue appréciée dans la région d'Okinawa.
Parmi les légumineuses, le soja est sans conteste le plus omniprésent des ingrédients. Il est à la base de l'assaisonnement de la cuisine japonaise, à travers la sauce soja ou le miso, mais est aussi consommé sous de multiples formes : tofu, edamame, nattō ou encore zunda. C'est l'une des plus anciennes plantes cultivées au Japon, des preuves existant de la sélection d'espèces par la main de l'homme avant - 5000 av. J. C., et en grande quantité à partir de -3000.
Enfin, pour les céréales, le riz et le blé, au travers des nouilles, sont des ingrédients indispensables de la cuisine japonaise. Certaines espèces de riz sont typiques, comme le riz koshihikari.

### Fruits

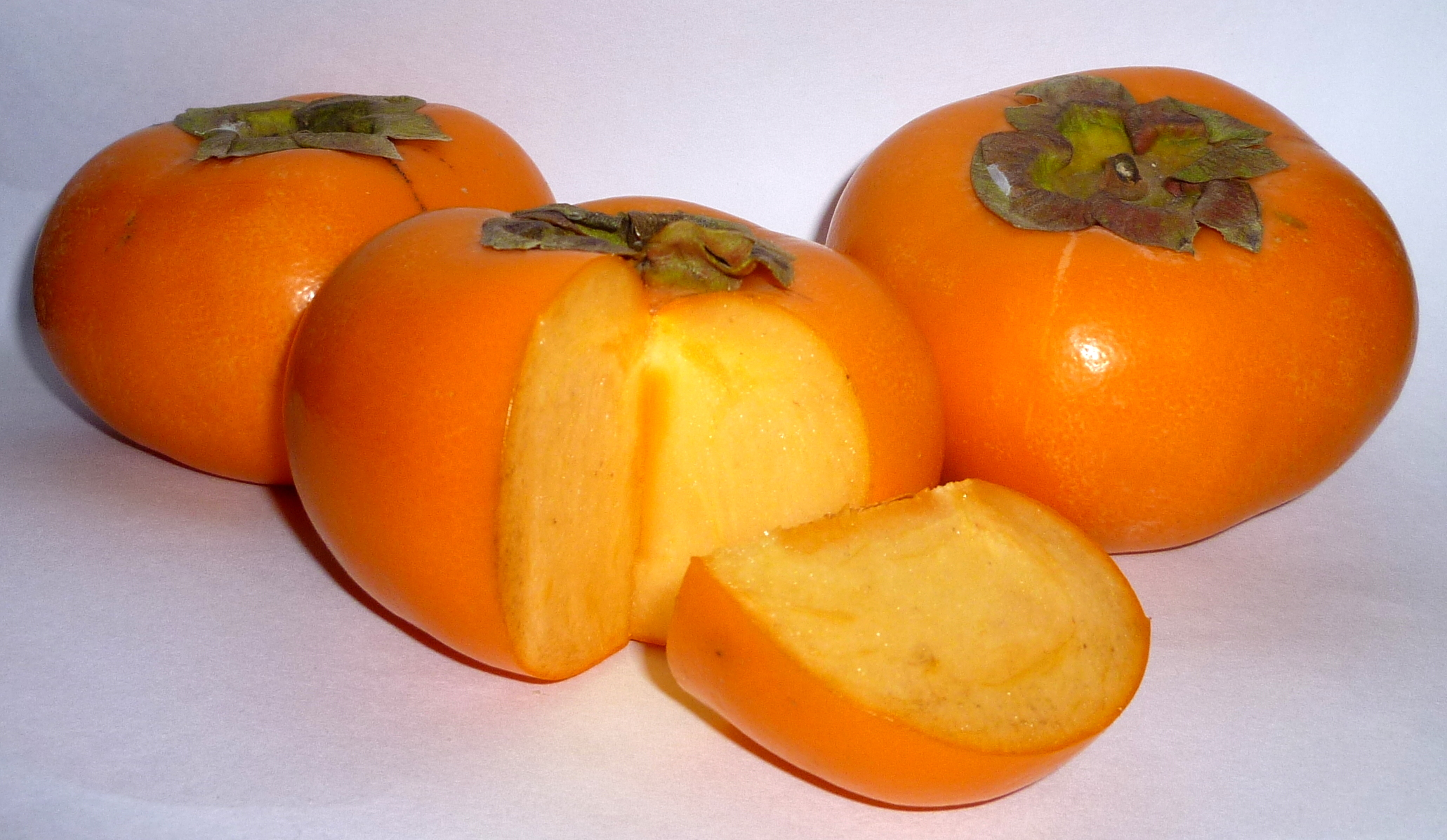
Kaki

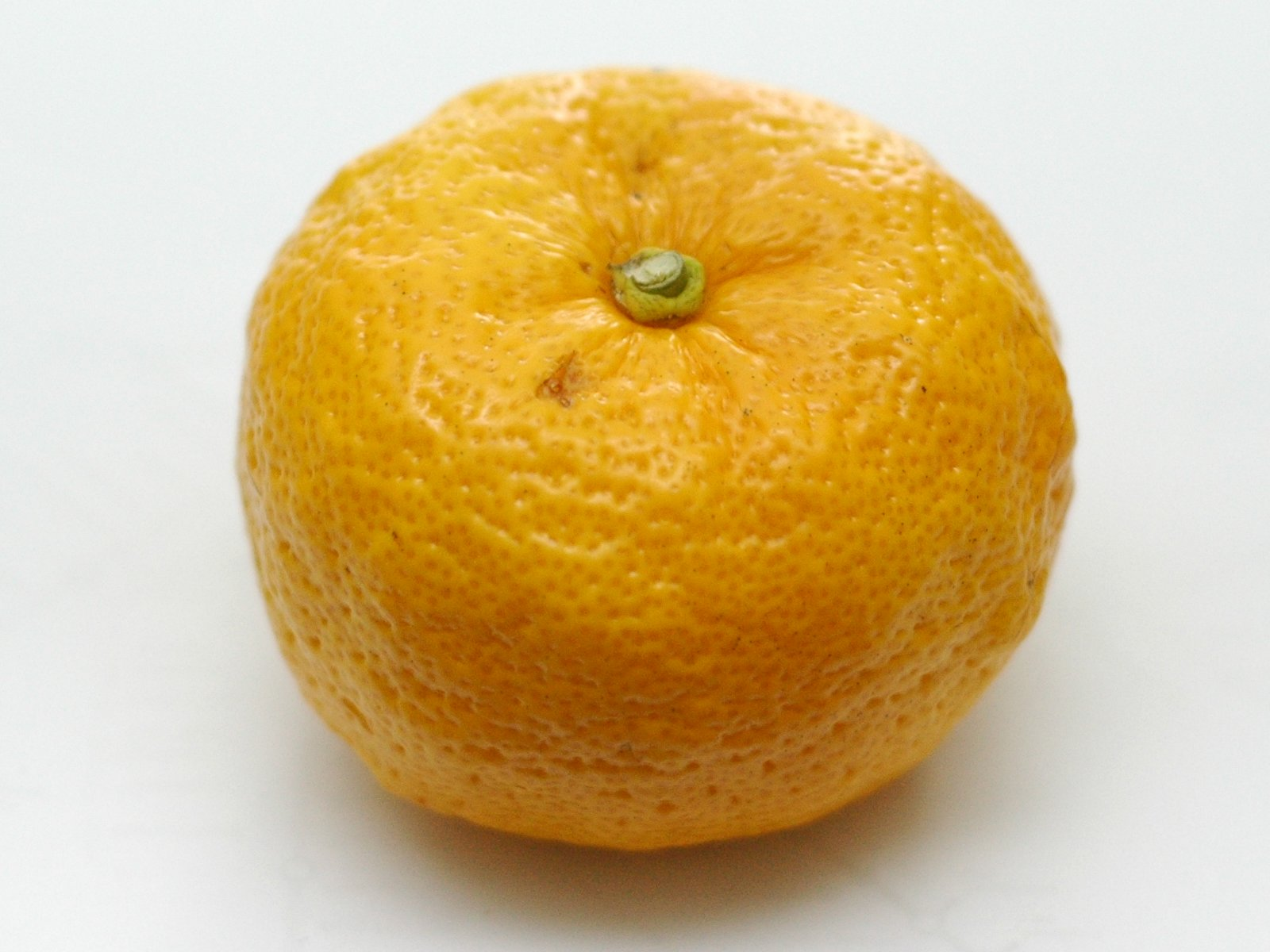
Yuzu

Les Japonais consomment de nombreux fruits ; ceux-ci sont réputés coûteux en dehors du Japon, mais leur prix reste relativement normal la plupart du temps. Cette réputation est due au fait que certains fruits, lorsqu'ils sont de grande qualité, peuvent atteindre des prix importants (10 000 yen pour un melon par exemple).
La cuisine japonaise utilise des fruits que l'on connaît dans le monde entier, mais aussi des fruits plus exotiques.
Le goût de la fraise est très apprécié au Japon, le pays étant le plus grand producteur et consommateur de desserts au goût de fraise au monde. Le melon a aussi une place à part dans la tradition japonaise : les melons de qualité (chers) peuvent être offerts à quelqu'un lors d'une visite à l’hôpital. Cerises, pêches, pastèques pour les fruits d'été et de printemps et poires, kakis, pommes, mandarines pour les fruits d'automne et d'hiver viennent compléter la liste des fruits connus dans le monde entier aimés au Japon.
Les variétés de raisin les plus répandues sont le delaware et le kyohō proche du concord. Certains fruits considérés comme exotiques, tel le durian (ドリアン, dorian), sont disponibles dans les supermarchés japonais généralistes.
Enfin, les Japonais consomment divers fruits plus asiatiques, en plus des fruits que l'on trouve classiquement en Occident. Le nèfle du Japon (枇杷, biwa), la plaquemine (柿, kaki), le nashi (梨), une sorte de poire, ainsi que des agrumes locaux, le plus connu étant le yuzu (柚子), utilisé pour l'assaisonnement, un des ingrédients principaux de la sauce d'agrumes ponzu avec les moins connus bigarade (橙, daidai) et sudachi (酢橘). Il existe au Japon de nombreux agrumes issus de croisements qui forment toute une palette de goûts distincts : dekopon (デコポン), hirami lemon (平実檸檬), kabosu (臭橙／香母酢), kiyomi (清見), mikan (蜜柑), natsumikan (夏蜜柑) ou encore tangerine (椪柑／凸柑, ponkan).

### Condiments

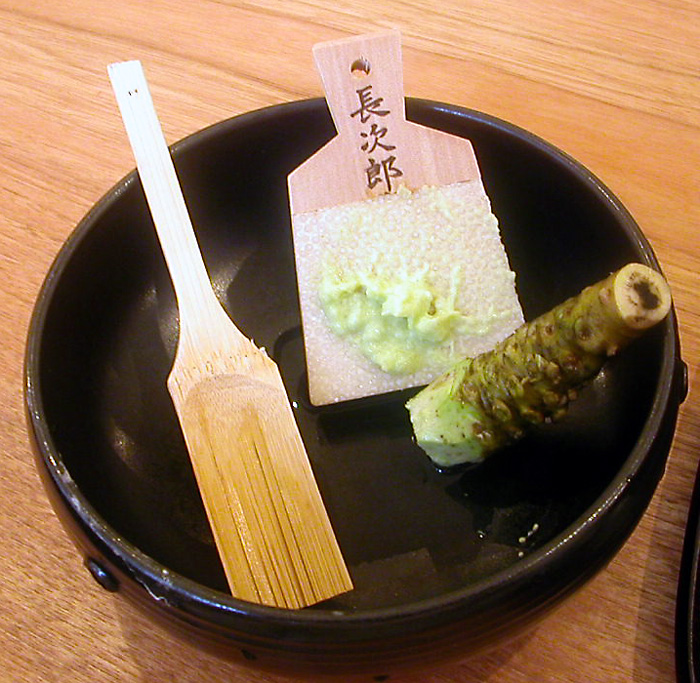
Wasabi

La cuisine japonaise a une longue tradition d'assaisonnement. Son origine est attribuée à Iwakamutsukari no Mikoto, premier chef de la cour impériale durant la période Yayoi (-400-250). Il est considéré de nos jours comme le fondateur de la culture de l'assaisonnement japonais. À cette époque, qui précède l'apparition de la sauce soja, l'assaisonnement était principalement constitué de sel et de vinaigre. Certaines recettes à base de ces assaisonnements ont perduré jusqu'à nos jours.
À la base de la cuisine japonaise, on peut citer les différentes sauces de soja (醤油, shōyu, autrefois seuyu), pouvant être de concentrations diverses et plus ou moins sucrées, le miso, base indispensable de nombre de bouillons et soupes devenu populaire à l'époque de Kamakura (1185-1333), et le mirin (味醂), saké sucré pour la cuisine, qui prend la place importante qu'il occupe actuellement dans les recettes traditionnelles à l'époque Edo. Le sucre (砂糖, satō), le sel (塩, shio) et le vinaigre (de riz) (酢, su) viennent compléter la liste des condiments les plus utilisés pour créer des sauces japonaises ; la plupart de celles-ci contiennent au moins trois ingrédients issus de cette liste. L'ordre idéal d’assaisonnement est : sucre, sel, vinaigre, sauce soja et enfin miso, suivant en cela le syllabaire japonais (hiragana ou katakana),.
Le wasabi (山葵), moutarde verte proche du raifort, est le condiment le plus connu à l'étranger à cause du succès des sushis. C'est un assaisonnement traditionnel du sushi : il doit être dilué dans un peu de sauce soja, et le sushi est trempé dans ce mélange côté poisson pour respecter la manière japonaise de le consommer. La tige de wasabi râpée doit être consommée rapidement car son activité enzymatique s'estompe à partir d'un quart d'heure après la préparation. Ainsi, la pâte de wasabi disponible dans les restaurants japonais européens ou américains ainsi qu'en grande surface est en fait un ersatz composé en réalité de raifort et/ou de moutarde.
Parmi les autres condiments utilisés en cuisine japonaise, on peut citer le vinaigre de riz (米酢, yonezu), le ponzu (ポン酢) (vinaigre léger à base de citron japonais), le karashi (芥子／辛子) (pâte à base d'eau et de graines de moutarde brune), le yuzukoshō (柚子胡椒, ou yuzugoshō) (condiment fait à base du zeste de yuzu, de piments verts, parfois rouges et de sel, qu'on laisse fermenter (spécialité de Kyūshū)), le gingembre (生姜, shōga) (sous la forme de beni shōga (紅生姜) ou de gari (ガリ)), les shichimi togarashi (七味) (mélange des « sept épices »), le furikake (ふりかけ) (brisures d'ingrédients en mélange pouvant comporter poissons séchés, algues, sésame, sel et sucre, et gomashio (胡麻塩), sésame et sel, destinés à être saupoudrés sur le riz blanc), l'aonori, une algue séchée utilisée parfois sur les okonomiyaki ou les katsuobushi, des lamelles de bonite séchées qu'on utilise sur les okonomiyaki ou encore dans la soupe miso.
On trouve également divers types d'huile (de colza, de sésame, etc.), ainsi que des condiments internationaux qui sont adaptés localement, comme la mayonnaise. Des sauces préparées à l'avance existent aussi pour des plats appréciés des Japonais, par exemple le curry japonais.

## Ustensiles
Voir aussi : liste d'ustensiles de cuisine japonais

### Les couteaux

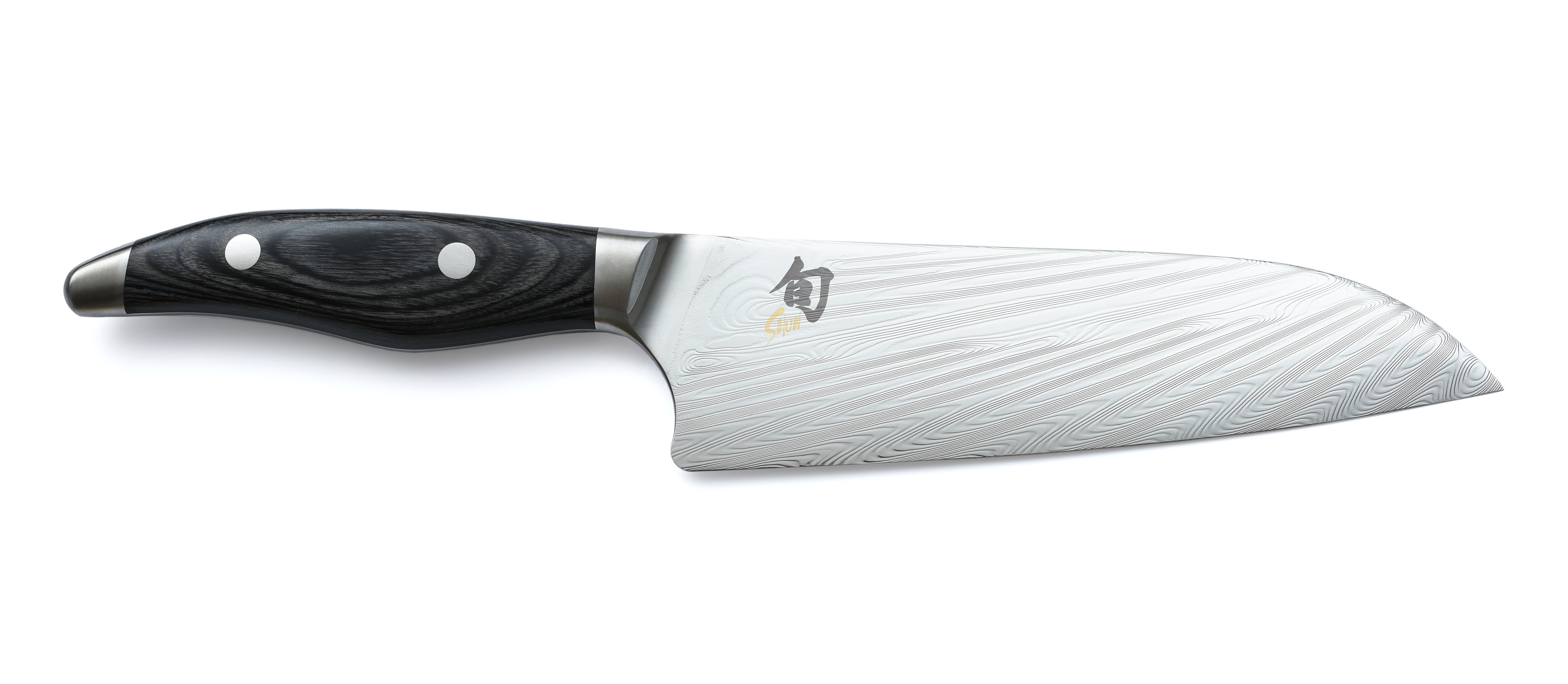
Santoku-bōchō.

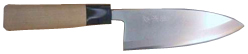
Deba-bōchō.

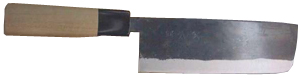
Usuba-bōchō.

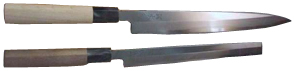
Sashimi-bōchō.

La coutellerie japonaise tire ses origines de la fabrication des sabres japonais, les katana. La majeure partie de la coutellerie japonaise de qualité vient de la région de Sakai, où les couteaux sont produits depuis le XIIIe siècle. Les couteaux artisanaux peuvent être très coûteux et atteindre des milliers d'euros.
De plus, chaque site de production, voire chaque artisan possède ses propres techniques.
Outre les techniques spécifiques de production, les couteaux japonais diffèrent des couteaux occidentaux par leur façon d'être équilibré. Le mouvement utilisé par un chef japonais lors de la coupe est un mouvement du bras entier, à opposer aux techniques occidentales où le mouvement de coupe est principalement l'œuvre du poignet. Pour réduire les efforts et les douleurs qui peuvent se produire lors d'une utilisation intensive d'un couteau, il est nécessaire d'équilibrer son poids : les couteaux occidentaux sont équilibrés de manière que le poids soit sur le haut du couteau, pour appuyer la coupe, alors qu'un couteau japonais est équilibré de manière centrale. De plus, certains couteaux japonais ne sont aiguisés que d'un seul côté : il existe donc des couteaux pour droitiers et pour gauchers.
Les couteaux japonais sont de diverses formes, tailles et tranchant ; chacun est spécialisé dans un type précis d'aliment (l'anguille ou le poulpe par exemple). Divers types sont produits au Japon, et peuvent être classés en trois catégories.
Premièrement, les couteaux d'origine japonaise (和包丁, wabōchō). Cette catégorie comprend notamment le santoku (三徳) aussi appelé bunka (文化) ou plus généralement bannō (万能), un couteau multi-usages ; le deba (出刃, littéralement « couteau à lame pointue »), principalement pour le poisson ; l’usuba (薄刃, littéralement. « à fine lame »), principalement pour les légumes, le sashimi (刺身, « corps taillé » en japonais) pour le poisson cru ou encore l’unagi saki (鰻サキ), littéralement « pour l'anguille ».
On trouve aussi des couteaux d'origine occidentale (洋包丁, yōbōchō) utilisés pour les aliments introduits par l'Occident au Japon :
le gyūtō (牛刀) pour la viande ; le sujibiki (筋引) pour la viande aussi, mais plus fin que le précédent ; le yōdeba (洋出刃) pour les os ; le honesuki (骨スキ) pour les os, on parle aussi de sabaki ; le petty knife (ペティナイフ, petinaifu) pour les fruits et légumes ; le pan kiri (パン切り) pour le pain, et le reitō kiri (冷凍切り) pour les produits congelés.
Enfin des couteaux, d'origine diverse ou inconnue, sont utilisés : le menkiri (麺切り) pour les pâtes et les nouilles, le chūka (中華) (un couteau chinois), l’ana aki (穴あき), percé de trous et le dimple (ディンプル, dinpuru), proche du précédent.
Il est à noter qu'il existe une production de couteaux dits japonais hors du Japon qui produit des répliques de qualités diverses : le couteau tout-usage santoku est le plus présent à l'étranger.

### Autres ustensiles

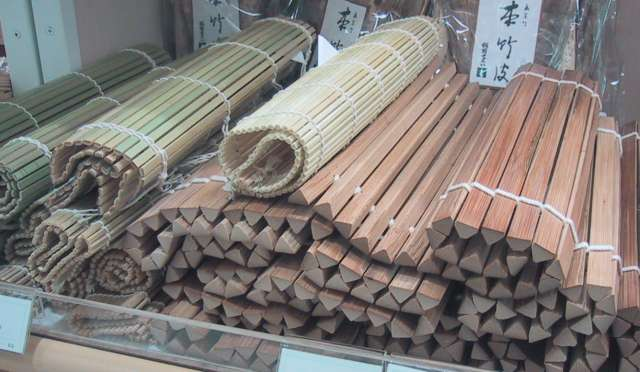
Plusieurs makisu de différentes tailles et formes

La céramique japonaise, l'une des formes d'art les plus anciennes, remonte à la période néolithique (11 000 ans av. J.-C.). Hormis cette production de vaisselle ayant avant tout une valeur esthétique, il existe des ustensiles de cuisine typiquement japonais.
Le repas japonais étant basé sur le riz, on trouve le cuiseur de riz (炊飯器, suihanki, parfois appelé rice cooker), accompagné d'une spatule appelée shakushi (杓子) ou shamoji (杓文字). Les usu (臼) et kine (杵) sont respectivement un mortier et un pilon pour transformer le riz en mochi.
Divers ustensiles existent aussi pour préparer les ingrédients, comme la oroshigane (下ろし金) ou oroshiki (下ろし器), râpe métallique utilisée pour les légumes, ou encore les suribachi (擂鉢) et surikogi (擂粉木) qui sont un mortier et un pilon.
Il existe des ustensiles dédiés à la préparation des sushis et des maki : le hangiri (飯切/半切), handai (飯台) ou sushi oke (寿司桶) est un récipient en bois utilisé pour assaisonner le riz à sushi, ou encore le makisu (巻き簾), petit tapis en fines tiges de bambou servant principalement à donner une forme de rouleau aux sushi (maki) ou aux omelettes que l'on trouve relativement facilement dans des magasins en France.
Pour la cuisson, on utilise des saibashi (菜箸), de longues baguettes pour manipuler les aliments lors de la cuisson, ou encore une makiyaki nabe (巻き焼き鍋) ou tamagoyaki ki (卵焼き器/玉子焼き器), poêle rectangulaire pour faire les omelettes japonaises en rouleau (卵焼き/玉子焼き, tamagoyaki), ou l'abura kiri (油きり), grille de métal. Le otoshi buta (落とし蓋), un couvercle en bois que l'on pose directement sur les aliments qui mijotent, est typique. On trouve aussi des seiro (蒸籠/蒸篭), boîtes en bambou utilisées pour la cuisson à la vapeur, présentes également dans la cuisine chinoise.
Enfin, il existe des paniers ou assiettes en bambou pour présenter les aliments, les zaru (笊).

### Traductions
- (ja) Cet article est partiellement ou en totalité issu de l’article de Wikipédia en japonais intitulé « 日本料理 » (voir la liste des auteurs).

- (en) Cet article est partiellement ou en totalité issu de l’article de Wikipédia en anglais intitulé « List of Japanese cooking utensils » (voir la liste des auteurs).

- (ja) Cet article est partiellement ou en totalité issu de l’article de Wikipédia en japonais intitulé « 包丁 » (voir la liste des auteurs).

- (ja) Cet article est partiellement ou en totalité issu de l’article de Wikipédia en japonais intitulé « 日本の食事作法 » (voir la liste des auteurs).

- (en) Cet article est partiellement ou en totalité issu de l’article de Wikipédia en anglais intitulé « California roll » (voir la liste des auteurs).

- (en) Cet article est partiellement ou en totalité issu de l’article de Wikipédia en anglais intitulé « Mukimono » (voir la liste des auteurs).

### Filmographie
- Les Nouveaux Explorateurs : Fred Chesneau, Globe cooker au Japon, Gédéon programmes, ADAV, Paris, 2007, 53 min (DVD)